# 川内市

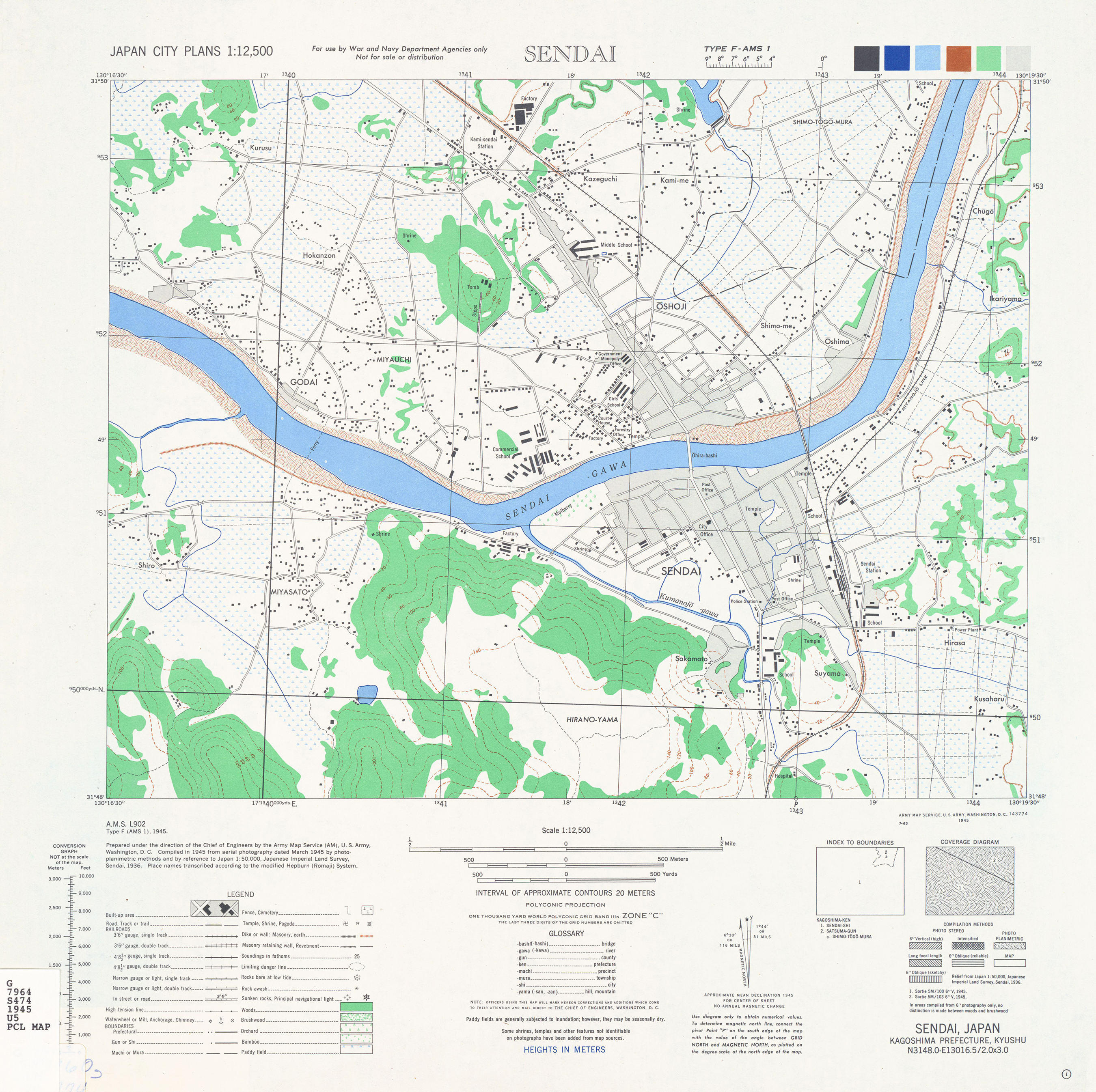
1946年頃のアメリカ合衆国が作成した川内市街の地図

川内市（せんだいし）は、九州の南西部、鹿児島県の北西部に所在していた市。
1929年5月20日に隈之城村、平佐村および東水引村が合併し薩摩郡川内町（せんだいちょう）として発足。1940年2月11日に市制施行し川内市となった。鹿児島県内においては1889年に市制施行した鹿児島市に次いで2番目の市制施行となった。その後水引村、永利村、高江村及び下東郷村の一部、高城町を編入。2004年時点で人口約7万人であった。
2004年10月12日に東郷町、樋脇町、入来町、祁答院町、上甑村、下甑村、里村、鹿島村と合併し薩摩川内市となり、自治体としては消滅した。

## 地理
東シナ海へと注ぐ川内川が市の中央を東西に貫き、その河口が湾状になり市の中部に達し、川内平野を形成している。市の西部、川内川河口の末端には川内港や川内原子力発電所、川内発電所（火力）がある。
市内には京セラの工場がある他、薩摩焼酎（藷焼酎）の産地として知られる。

### 町・字
1929年（昭和4年）5月20日時点の薩摩郡川内町の大字は、東手・西手・宮里・平佐・天辰・楠元・久住・中・大小路・宮内・五代の11大字から構成されていた。
市制施行の前日にあたる1940年（昭和15年）2月10日に鹿児島県公報に掲載され、同日に施行された「 薩摩郡川内町、町名改稱竝區域變更」（鹿児島県告示）により大字が廃止され町となった。市制施行時には久住町・楠元町・中村町・天辰町・白和町・鳥追町・平佐町・宮里町・冷水町・隈之城町・中福良町・尾白江町・木場茶屋町・都町・青山町・川永野町・山之口町・勝目町・矢倉町・宮崎町・向田町・宮内町・御陵下町・大小路町・国分寺町・五代町・上川内町の27町があった（西手・東手は消滅）。
1951年（昭和26年）4月1日には水引村が編入され、それに伴い鹿児島県公報に掲載された「 川内市の区域内の一部の大字名及び区域変更」により、小倉町・水引町・湯島町・港町・網津町が新たに設置された。
1956年（昭和31年）9月30日には永利村・高江村が編入され、それに伴い鹿児島県公報に掲載された「 市村の廃置分合に伴う大字の廃止及び町の新設」により、永利町・百次町・田崎町・高江町・久見崎町・寄田町が新たに設置された。翌年の1957年（昭和32年）4月1日には下東郷村の一部を編入したのに伴い「 大字の廃止及び町の新設」により新たに中郷町・白浜町・田海町が設置された。
1965年（昭和40年）4月1日には住居表示の実施に伴い、向田本町・東向田町・西向田町・神田町・若松町・東開聞町・西開聞町・横馬場町・若葉町・大王町・花木町が設置された。同年4月15日には高城町を編入し、それに伴い「 字の廃止及び字の新設」によって高城町・陽成町・城上町・湯田町・西方町が設置された。1981年（昭和56年）には原田町・東大小路町が新たに設置され、1992年（平成4年）には中郷一丁目・中郷二丁目・中郷三丁目・中郷四丁目が設置された。2000年（平成12年）には運動公園町が新設された。
2004年（平成16年）10月12日の新設合併により薩摩川内市が設置された際には、法定合併協議会において川内市の町・字については「現行通りとする。」と協定されたため、名称の変更は行われずに川内市の65町はそのまま薩摩川内市の町となった。

## 歴史

### 都市名の由来
ニニギ （ニニギノミコト）がこの地に皇居を定めるにあたり、千の台を作るように命じたという故事によるとされる。
また、この地は薩摩の中心で高台には国府や国分寺が置かれており、その高台を「千台」と言った。この「千台」が川内川の北側（内側）にあった事から「川内」になったとも言われている。
古来は「仙台」「千代」「千台」「河内」などとも書かれたが、1720年に当時の薩摩藩主であった島津吉貴が「川内」と命名し定着した。これは川内川と高城川の内側という意味である。
江戸時代には川内の名は広域地名となり、高城郷・水引郷・高江郷・隈之城郷・永利郷・平佐郷・中郷・東郷は川内八郷と呼ばれた。なおここでの「郷」は外城のことである。
後に中郷が東郷へ統合されたものの、1889年の町村制施行後、郷は「村」として継承された（水引は西水引村・東水引村へ、東郷は下東郷村・上東郷村へ分割）。その後昭和期の合併を経て八郷（上東郷村→東郷町を除く）は「川内市」としてひとつの自治体を構成するに至った。
なお、市名の読みが同じ宮城県仙台市にも「川内」という地名が存在するが、こちらの読みは「かわうち」である。この仙台市川内地区に設置されている川内駅（仙台市地下鉄東西線）の読みは当然「かわうち」駅であり、川内市の中心駅である川内駅（JR鹿児島本線）とは同じ字だが読みが異なるという関係にある。

### 沿革

#### 前史
- 1889年（明治22年）4月1日 - 町村制施行に伴い以下の村が成立。
  - 薩摩郡：隈之城村、平佐村、永利村、高江村、下東郷村
  - 高城郡：高城町、水引村
- 1891年（明治24年） - 水引村が東水引村と西水引村に解体分割される。

#### 川内町成立後
- 1929年（昭和4年）5月20日 - 薩摩郡隈之城村・平佐村・東水引村が合併し、薩摩郡川内町が発足[1][22]。
- 1940年（昭和15年）
  - 2月10日 - 「 薩摩郡川内町、町名改稱竝區域變更」（鹿児島県告示）によりそれまでの大字を廃し新たに町を設置[4]。
  - 2月11日 - 川内町が市制施行し川内市となる[2][23]。県内では1889年に市制が施行された際に市制施行地に指定された鹿児島市に次いで2番目、51年振りであった。
- 1947年（昭和22年）9月 - 復興音楽祭開催に合わせ「川内市民歌」および市民音頭「川内音頭」、新民謡「川内小唄」を選定。
- 1949年（昭和24年）6月1日 - 市内に昭和天皇の戦後巡幸。川内高校に川内市民奉迎場が設けられた[24]。
- 1951年（昭和26年）4月1日 - 薩摩郡水引村（西水引村から改称）を編入[25]。
- 1956年（昭和31年）
  - 2月20日 - 川内市が財政再建団体に指定される[26]。
  - 9月30日 - 薩摩郡永利村・高江村を編入。
- 1957年（昭和32年）4月1日 - 薩摩郡下東郷村の一部を編入（残部は高城村、東郷町にそれぞれ編入）。
- 1964年（昭和39年）3月31日 - 1963年（昭和38年）年度を以て財政再建団体を解除される[27]。
- 1965年（昭和40年）
  - 4月15日 - 薩摩郡高城町を編入。
  - 8月5日 - 翌日にかけて昭和40年台風第15号による暴風雨。同日6日午後4時現在の川内市災害対策本部の取りまとめで死者8人、負傷19人、住家全壊535戸、半壊430戸、非住家被害1026戸など[28]。うち、宮崎町原では公民館が倒壊して避難中の住民3人が下敷きとなって死亡した[29]。
- 1969年（昭和44年）7月1日 - 集中豪雨により川内川の堤防が決壊。中心部の約7000戸が床上、床下浸水[30]。
- 1976年（昭和51年）
  - 12月27日 - 神田町に新庁舎が完成し開庁式が挙行される[31]。
  - 12月28日 - 高江・永利・下東郷・高城の各支所が廃止される[32]。
- 2004年（平成16年）10月12日 - 東郷町、樋脇町、入来町、祁答院町、甑島四村と合併、薩摩川内市となる[33]。

## 行政
- 市長：森 卓朗（1996年（平成8年）3月11日 - 2004年（平成16年）10月11日）

### 歴代首長

#### 町長
以下の川内町長の一覧は「川内市史 下巻」による。
| 代 | 氏名          | 就任年月             | 退任年月             | 備考                             |
| -- | ------------- | -------------------- | -------------------- | -------------------------------- |
| -  | 安永 登       | 1929年（昭和4年）5月 | 1929年（昭和4年）5月 | 町長職務管掌（鹿児島県地方課長） |
| -  | 森谷 八千夫   | 1929年（昭和4年）6月 | 1929年（昭和4年）6月 |                                  |
| -  | 岡本 三良助   | 1929年（昭和4年）7月 | 1929年（昭和4年）7月 |                                  |
| 初 | 堀之内 栄之進 | 1929年（昭和4年）7月 | 1931年（昭和6年）3月 |                                  |
| 2  | 藤村 寛太     | 1931年（昭和6年）3月 | 1931年（昭和6年）5月 |                                  |
| 3  | 有馬 秀一     | 1931年（昭和6年）5月 | 1931年（昭和6年）6月 |                                  |
| 4  | 小山田 太七   | 1931年（昭和6年）6月 | 1935年（昭和10年）   |                                  |
| 5  | 江口 助志     | 1935年（昭和10年）   | 1939年（昭和14年）   | 旧隈之城村第5代村長              |
| 6  | 寺田 市正     | 1939年（昭和14年）   | 1940年（昭和15年）   | 衆議院議員                       |

#### 市長
特記なき場合『日本の歴代市長 : 市制施行百年の歩み』などによる。
| 代 | 氏名      | 就任年月                  | 退任年月                   | 備考                             |
| -- | --------- | ------------------------- | -------------------------- | -------------------------------- |
| -  | 鶴田 義盛 | 1940年（昭和15年）        | 1940年（昭和15年）         | 市長職務管掌（鹿児島県地方課長） |
| 初 | 寺田 市正 | 1940年（昭和15年）5月23日 | 1945年（昭和20年）12月17日 | 官選、衆議院議員                 |
| 2  | 岩満 重   | 1946年（昭和21年）5月20日 | 1947年（昭和22年）4月7日   | 官選                             |
| 3  | 日高 又志 | 1947年（昭和22年）4月7日  | 1951年（昭和26年）4月22日  |                                  |
| 4  | 岩満 重   | 1951年（昭和26年）4月23日 | 1955年（昭和30年）4月30日  |                                  |
| 5  | 寺田 市正 | 1955年（昭和30年）5月1日  | 1958年（昭和33年）8月21日  | 在任中に死去                     |
| 6  | 横山 正元 | 1958年（昭和33年）9月28日 | 1974年（昭和49年）9月27日  |                                  |
| 7  | 福寿 十喜 | 1974年（昭和49年）9月28日 | 1984年（昭和59年）1月26日  | 在任中に死去                     |
| 8  | 仁禮 國市 | 1984年（昭和59年）3月11日 | 1996年（平成8年）3月10日   |                                  |
| 9  | 森 卓朗   | 1996年（平成8年）3月11日  | 2004年（平成16年）10月11日 |                                  |

### 行政組織
2003年（平成15年）時点の川内市の行政組織は以下のとおりである。
- 執行機関
  - 市長
    - 事務助役
      - 総務部
      - 企画経済部
      - 保健福祉部

    - 技術助役
      - 建設部

    - 収入役
      - 会計課

  - 教育委員会
    - 教育長
      - 事務局
      - 教育機関

  - 選挙管理委員会
  - 公平委員会
  - 監査委員
  - 農業委員会
  - 固定資産評価審査委員会

### 支所
川内市に編入された自治体の町村役場をそのまま支所として運用していたが、川内市役所新庁舎の完成に伴いすべての支所が1976年（昭和51年）12月28日に廃止された。
- 高江支所（1956年（昭和31年）[38] - 1976年（昭和51年）12月28日[32]）
- 永利支所（1956年（昭和31年）[38] - 1976年（昭和51年）12月28日[32]）
- 下東郷支所（1957年（昭和32年）[38] - 1976年（昭和51年）12月28日[32]）
- 高城支所（1965年（昭和40年）[38] - 1976年（昭和51年）12月28日[32]）

### 警察
- 川内市警察（1948年（昭和23年）3月 - 1954年（昭和29年））[39]

### 消防
- 川内地区消防組合（1981年（昭和56年）4月1日[40] - ）
構成する市町村は川内市のほか、薩摩郡樋脇町、入来町、東郷町、里村、上甑村、下甑村、鹿島村があり、消防本部は川内市原田町に置かれた[40]。
- 川内市消防局（1951年（昭和26年）10月2日[41] - 1981年（昭和56年）3月31日[40]）

## 姉妹都市・友好都市
- 常熟市（中華人民共和国 江蘇省蘇州市）
  - 1991年7月26日 川内市と常熟市の間で友好都市締結

## 教育

### 大学

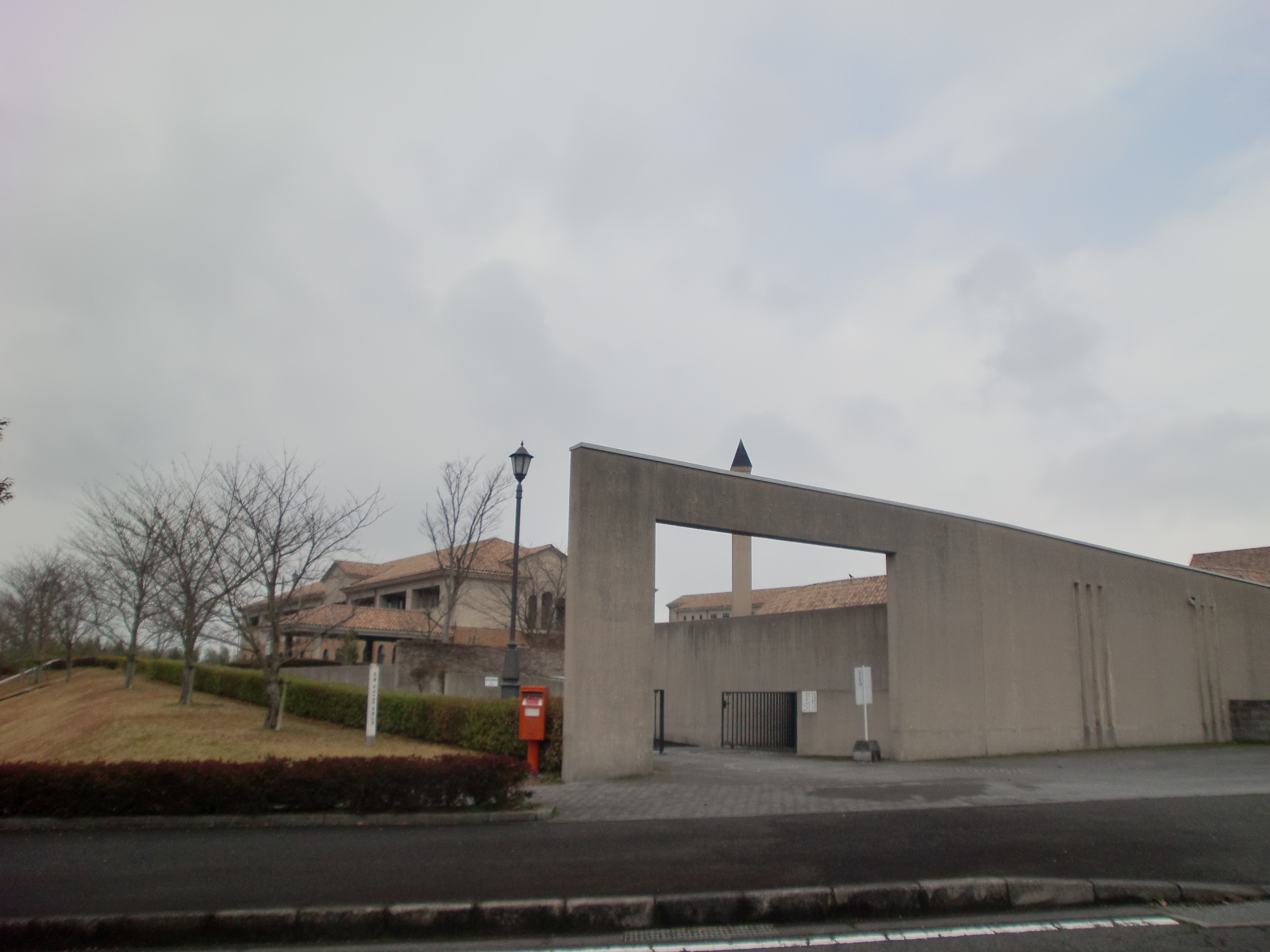
鹿児島純心女子大学

### 高等学校

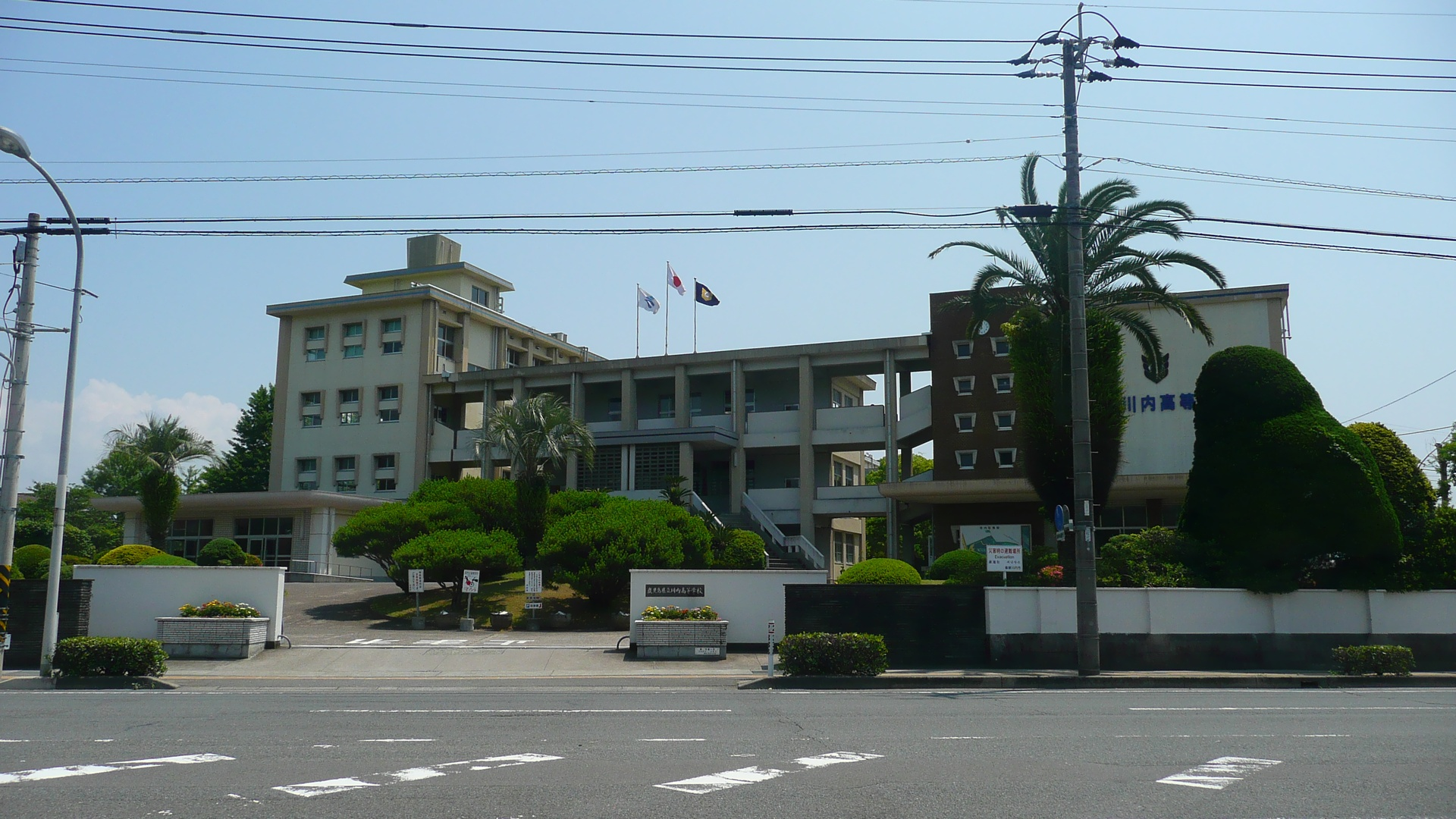
鹿児島県立川内高等学校
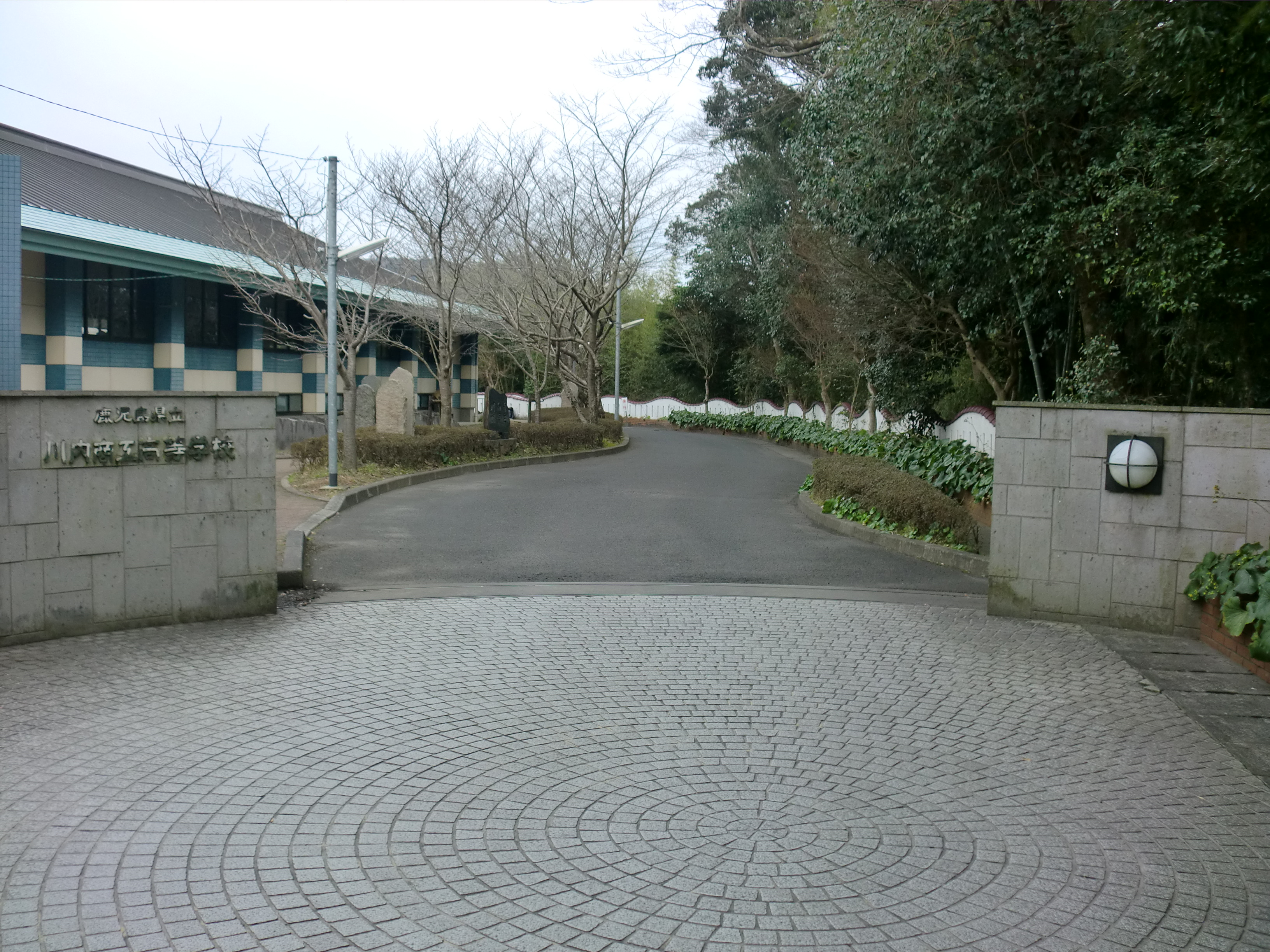
鹿児島県立川内商工高等学校
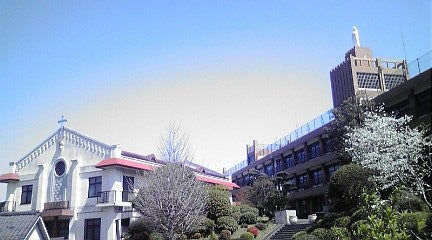
川内純心女子高等学校

### 高等学校・中学校

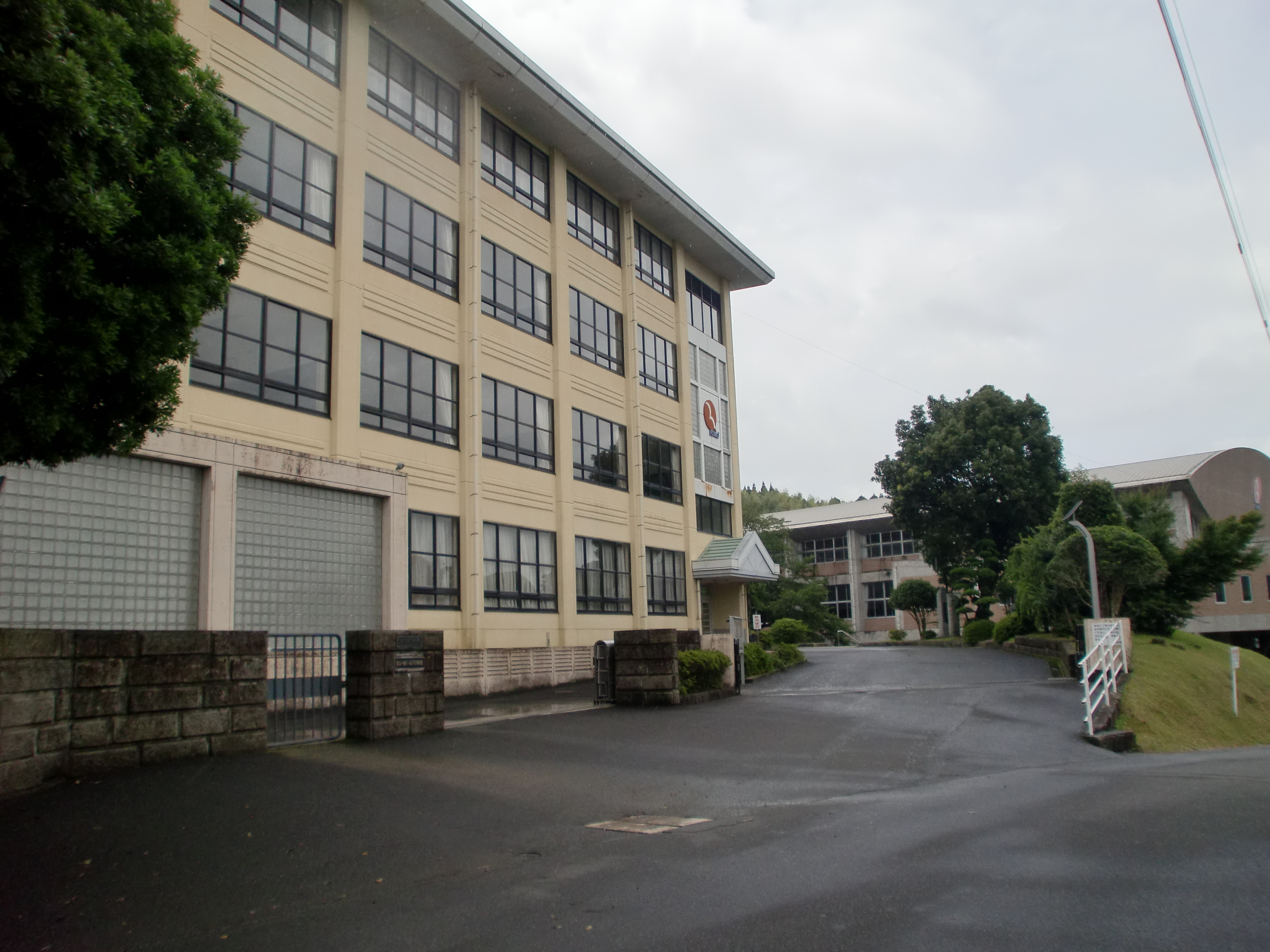
れいめい中学校・高等学校

### 中学校

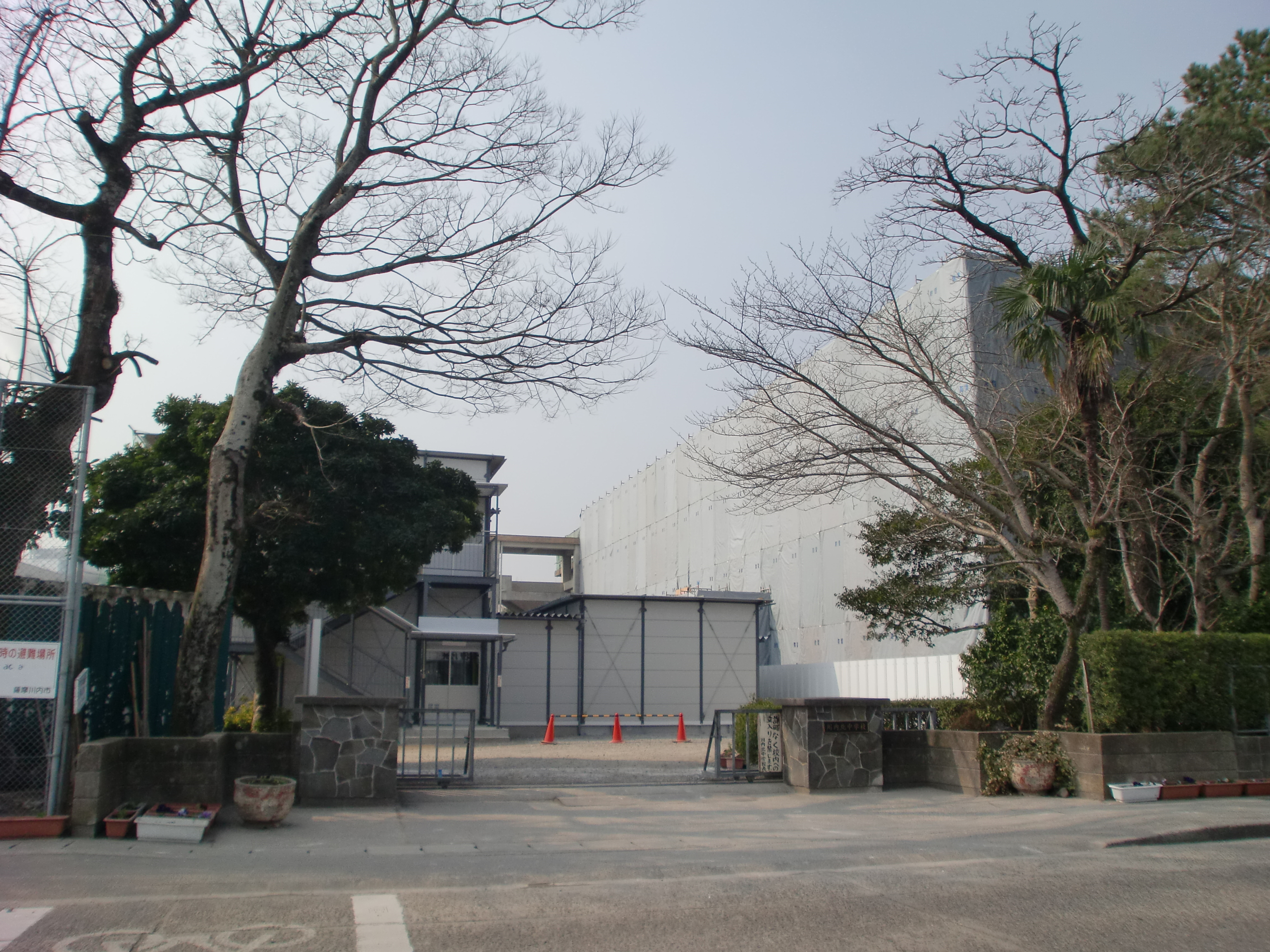
川内市立川内北中学校
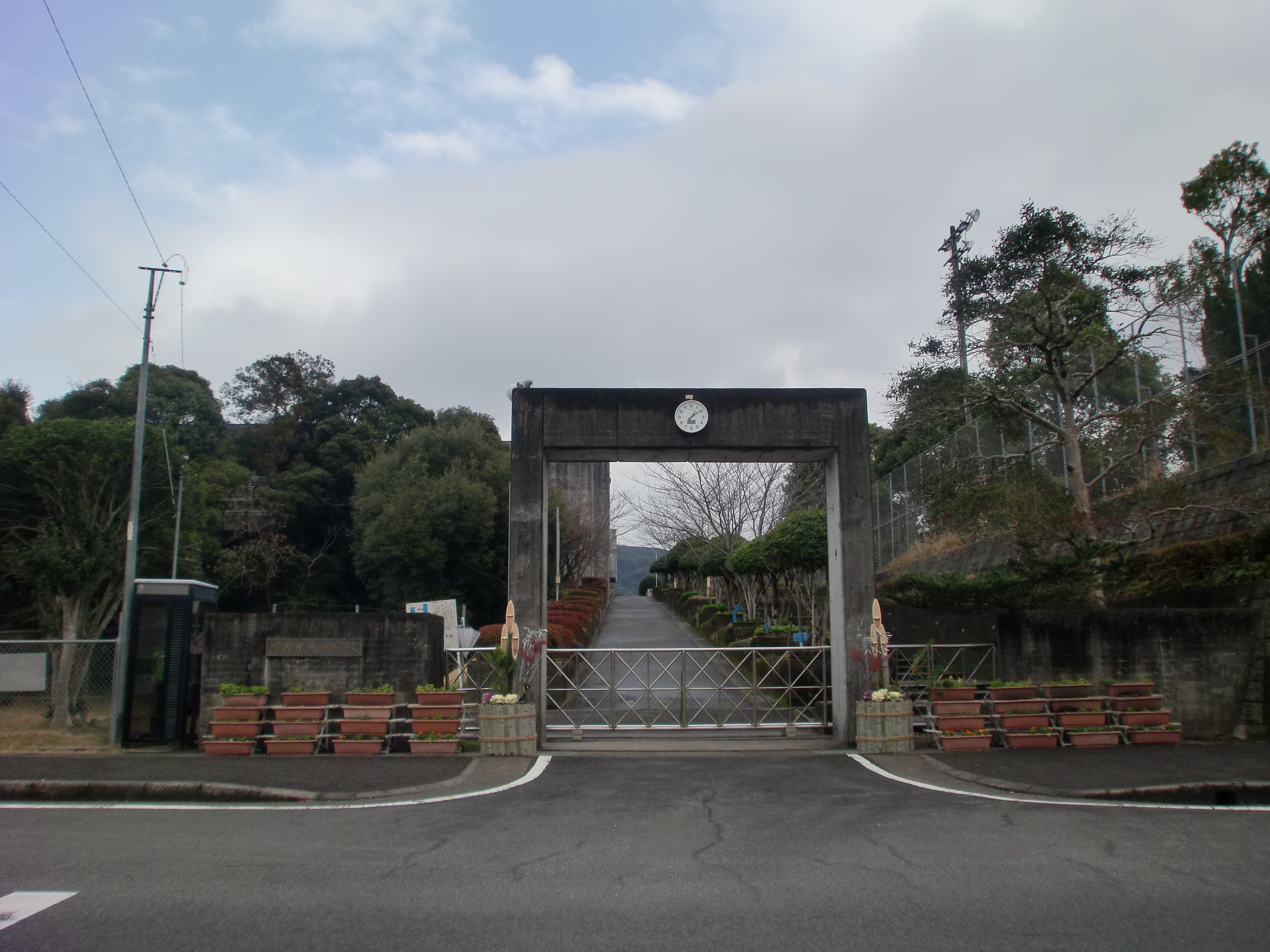
川内市立川内中央中学校
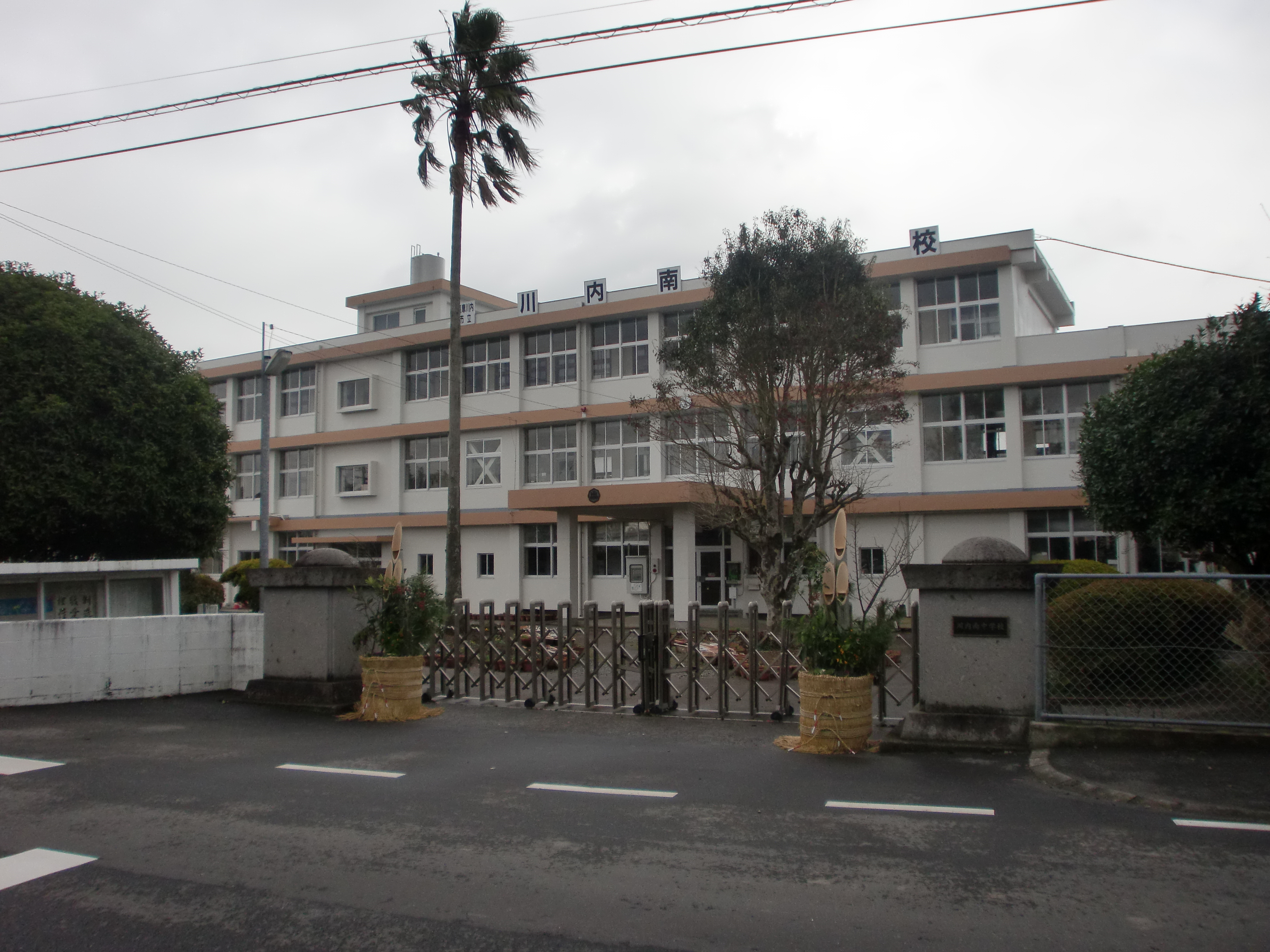
川内市立川内南中学校
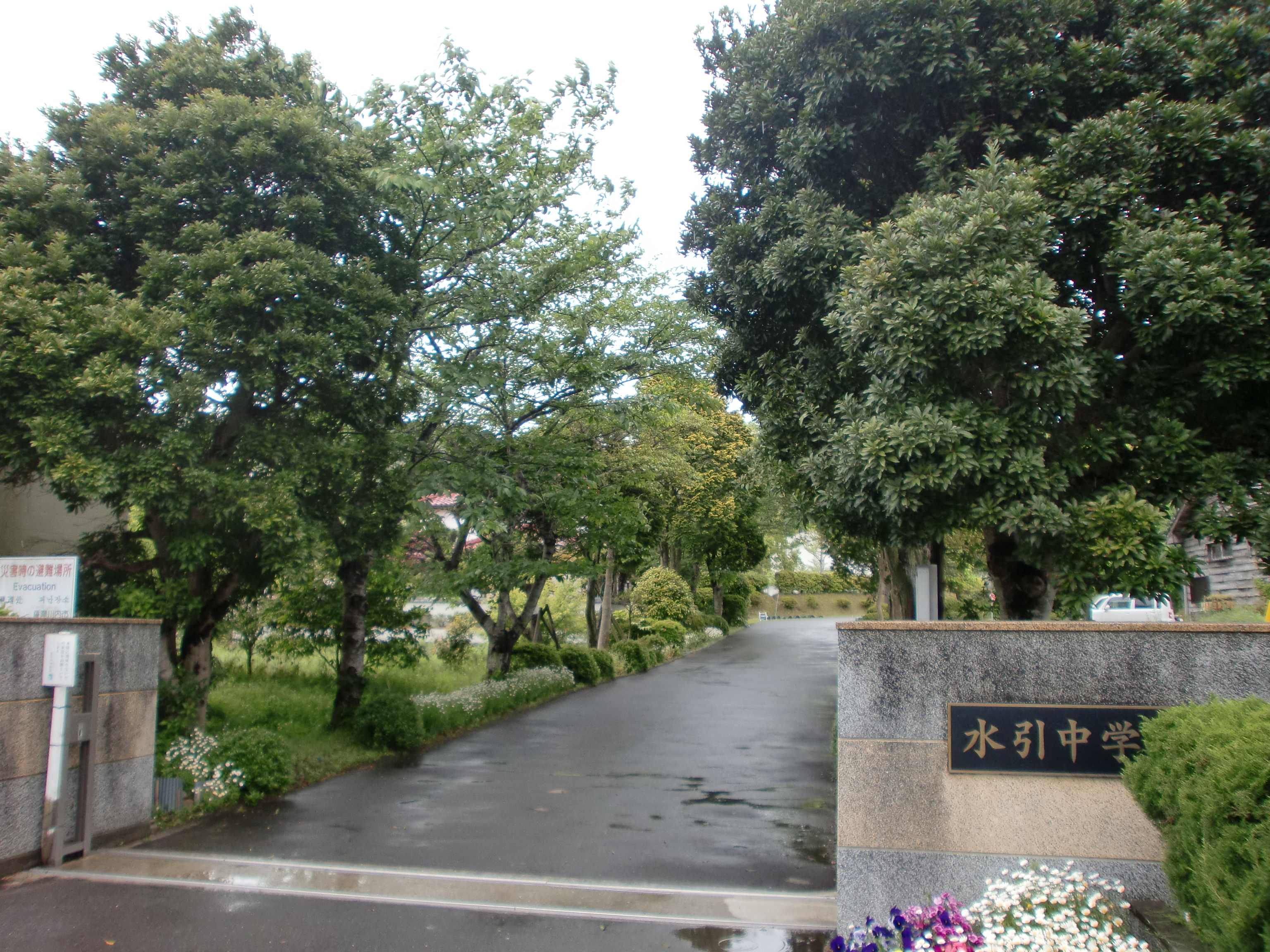
川内市立水引中学校
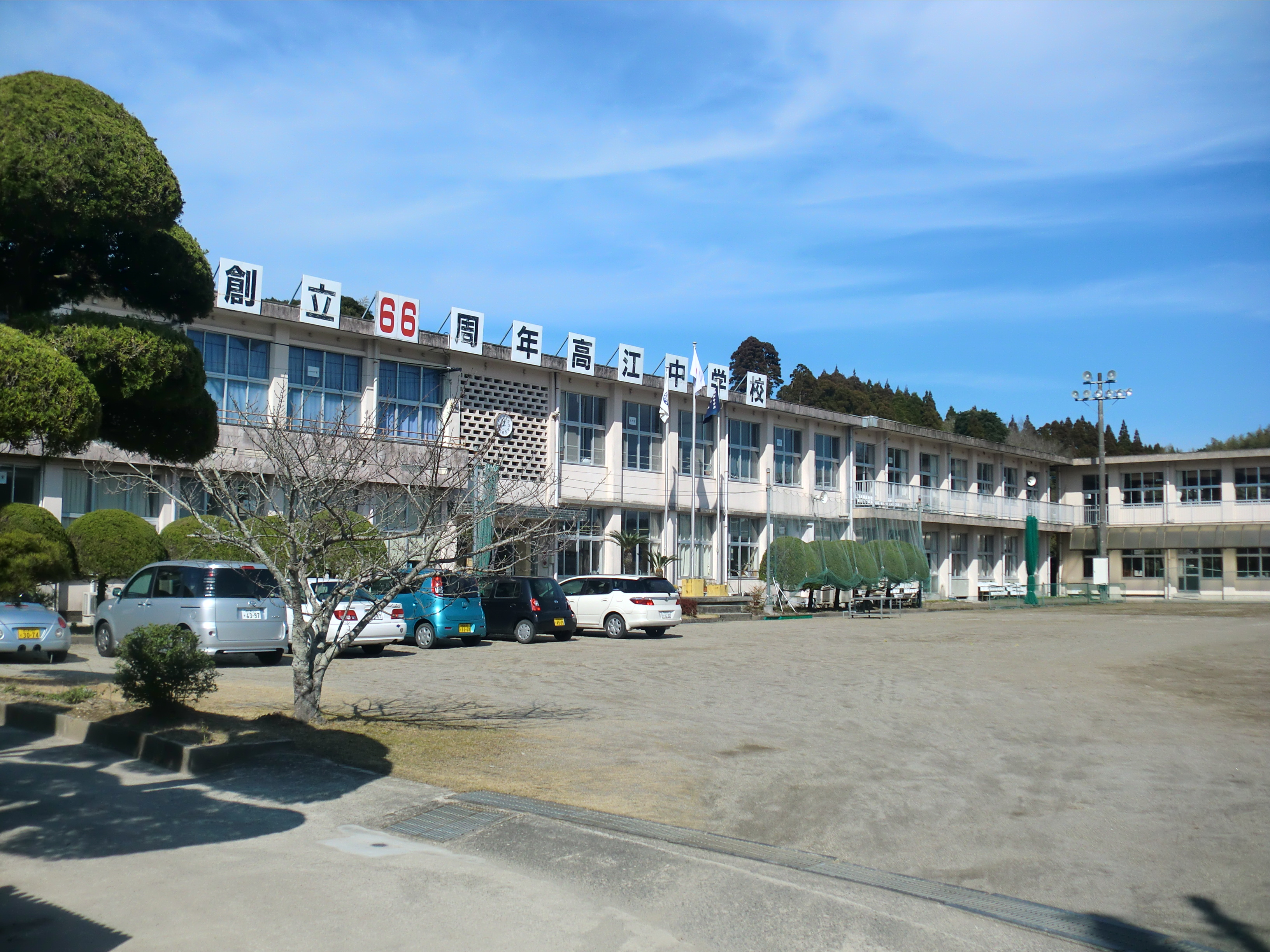
川内市立高江中学校
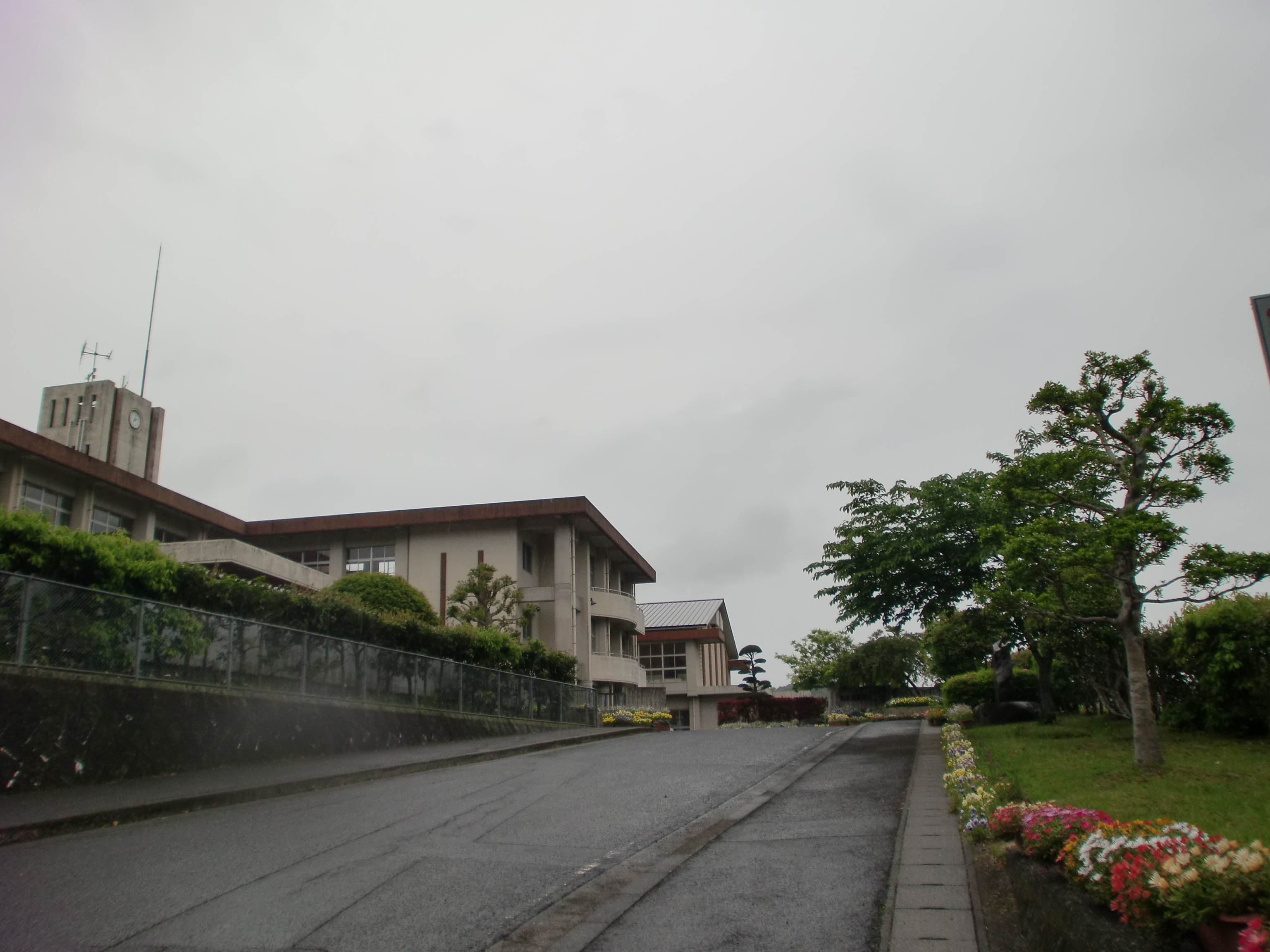
川内市立平成中学校
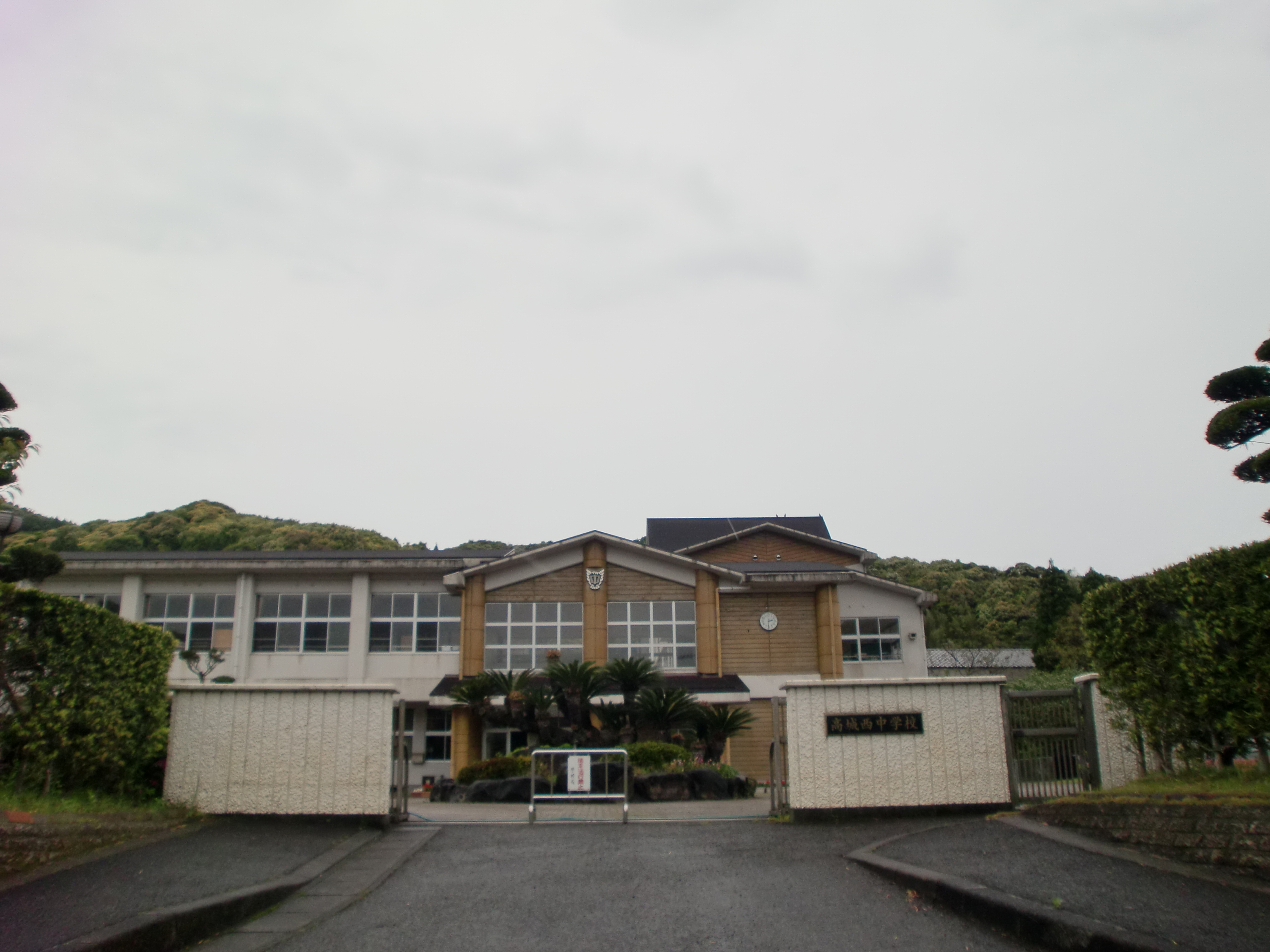
川内市立高城西中学校

### 小学校

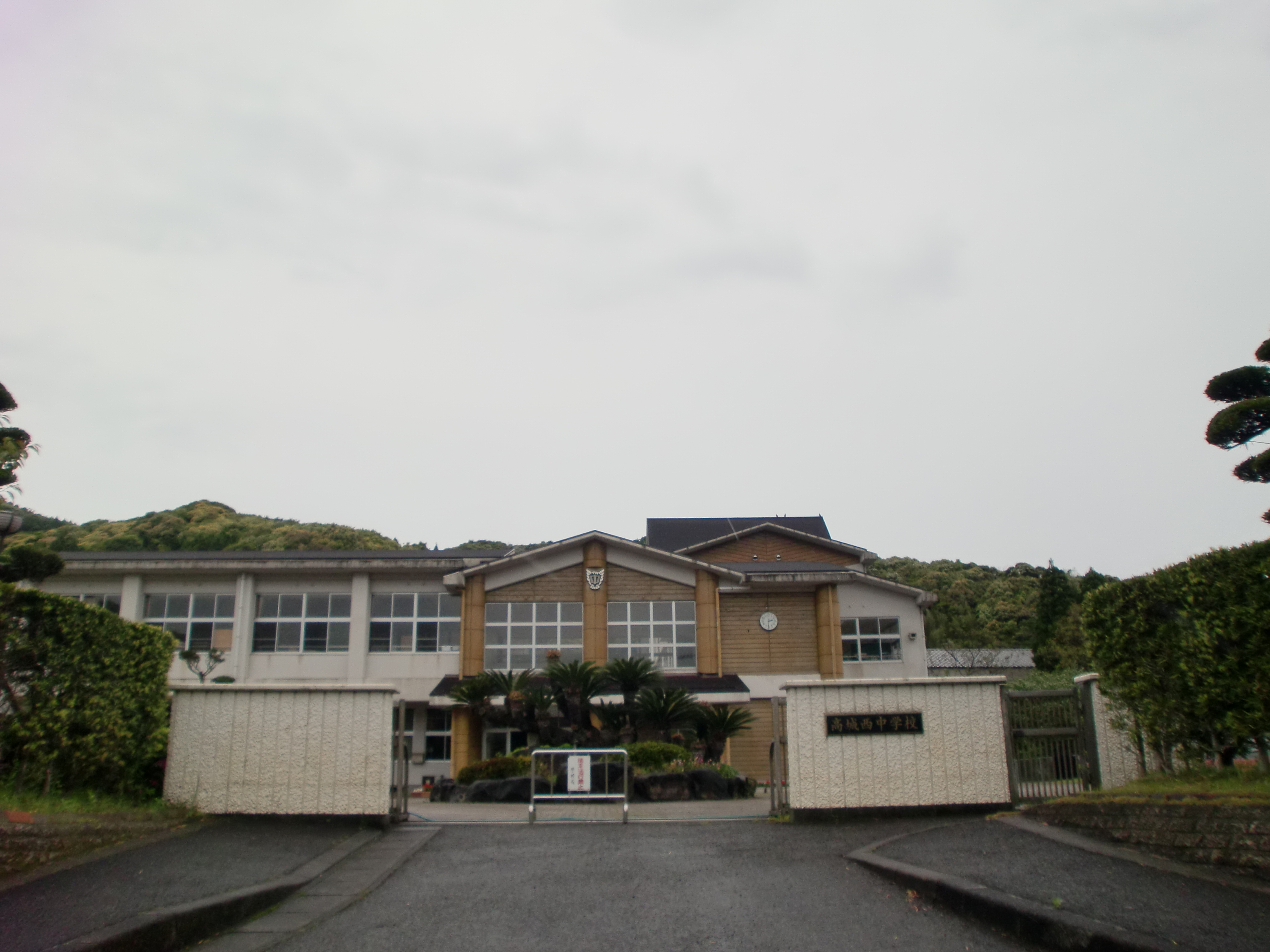
川内市立亀山小学校
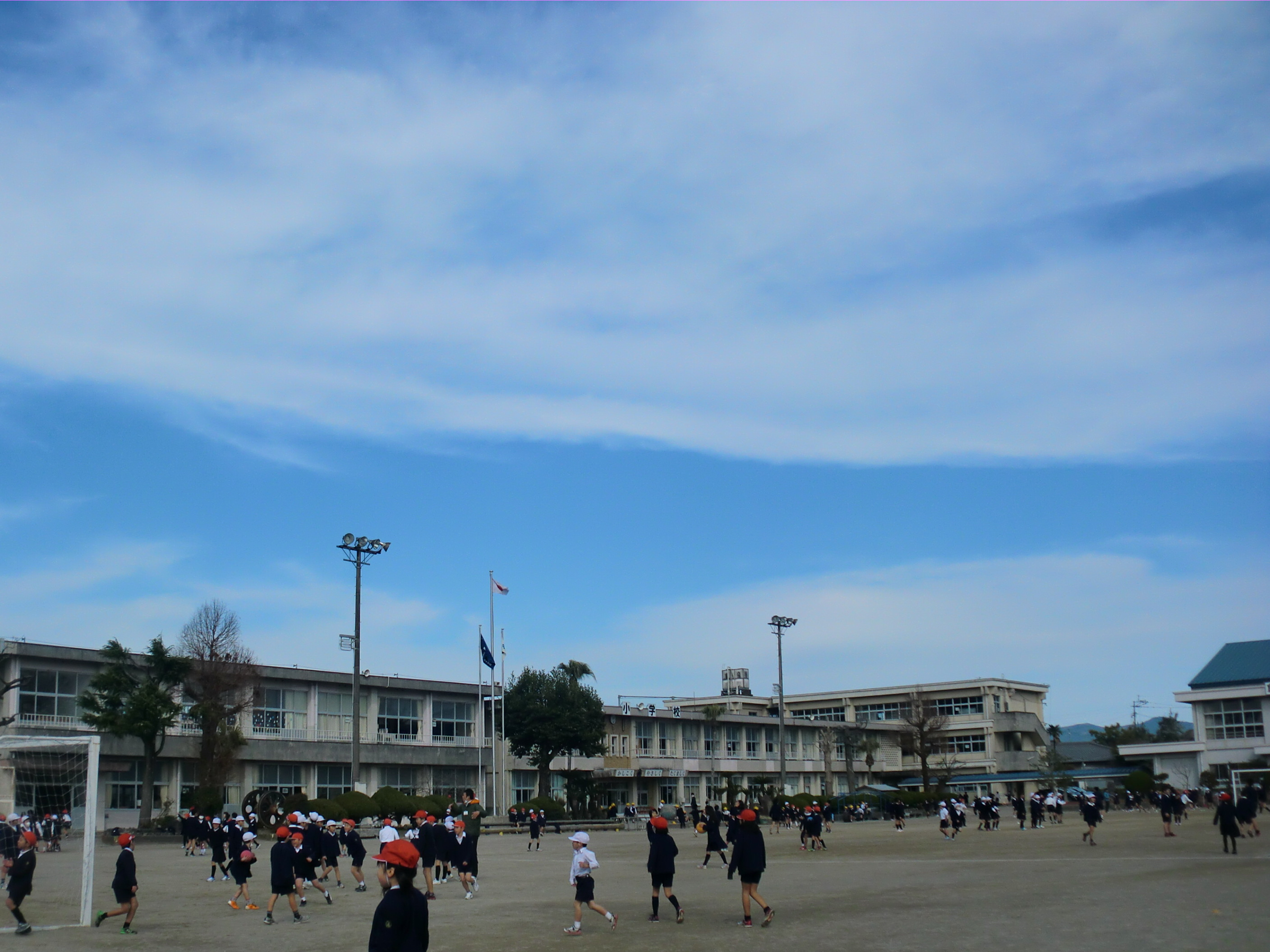
川内市立可愛小学校
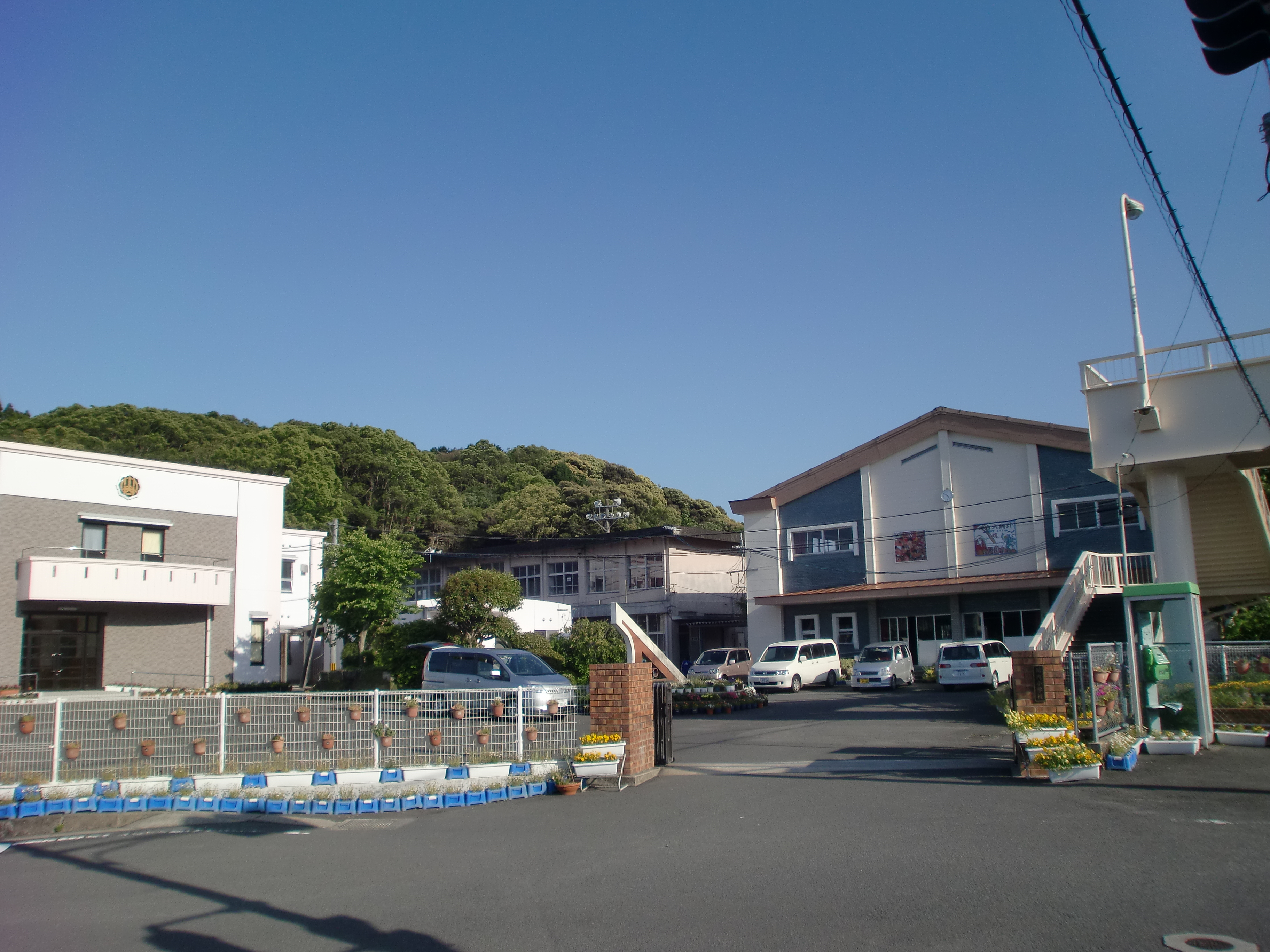
川内市立川内小学校
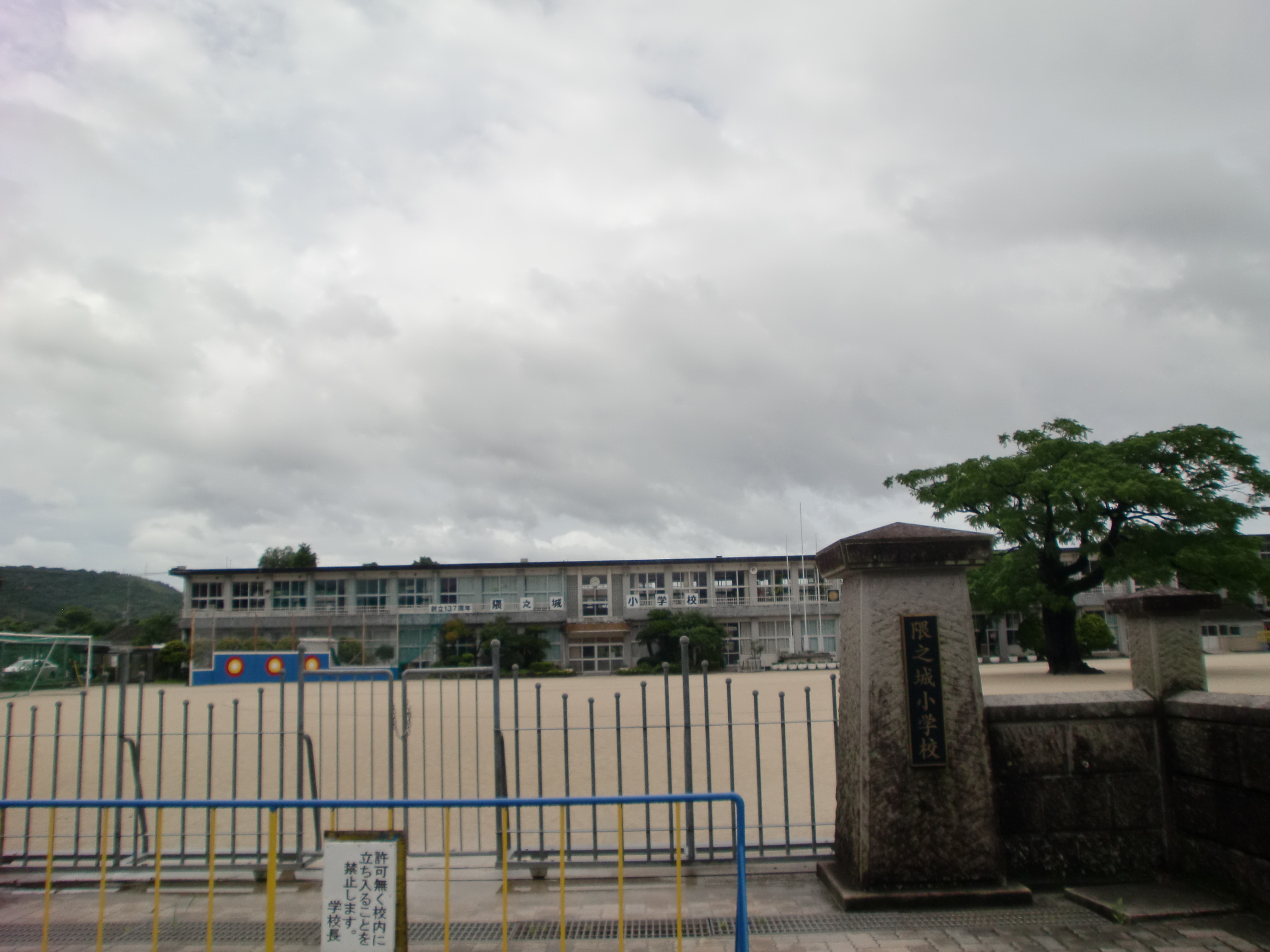
川内市立隈之城小学校
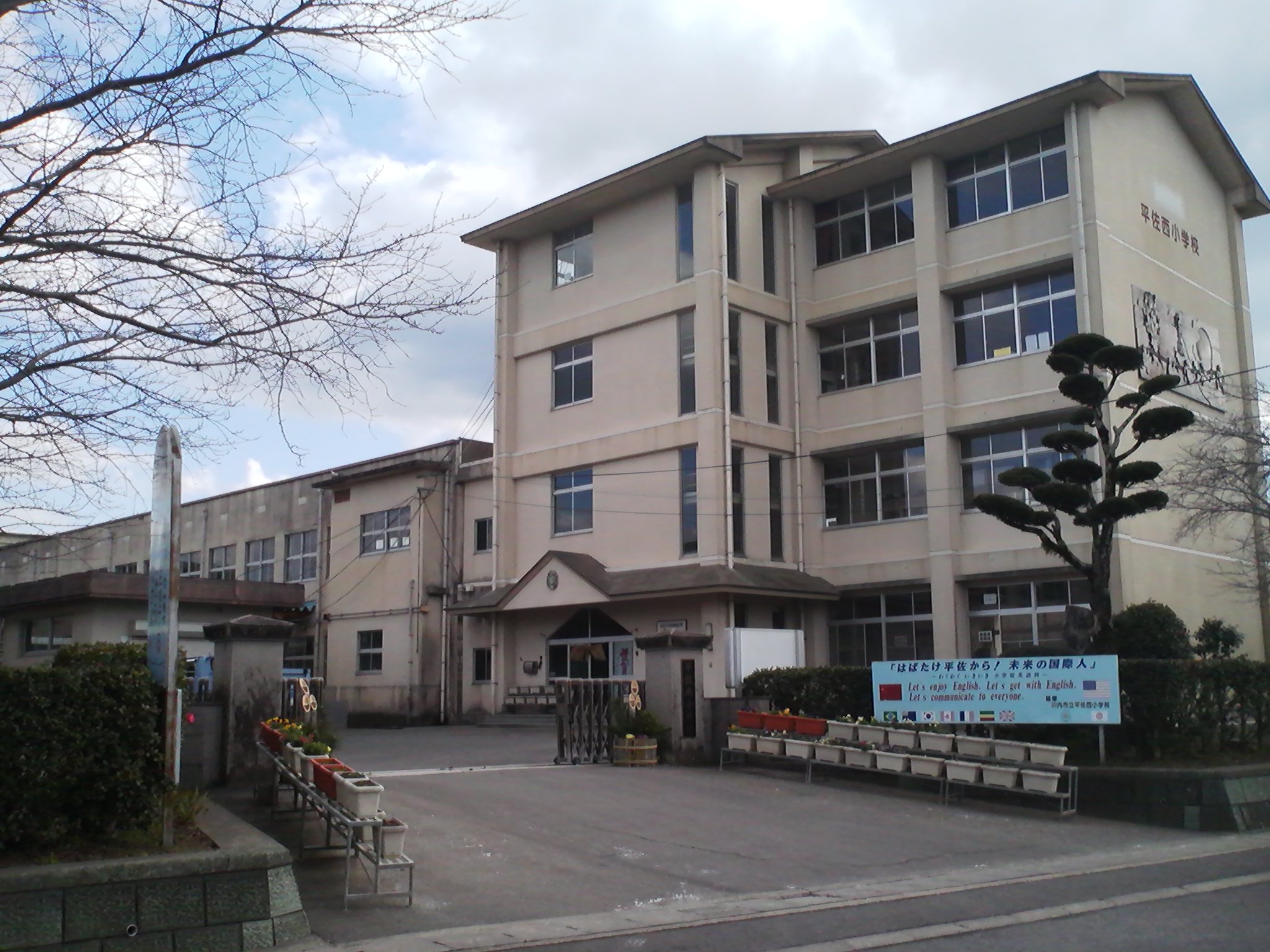
川内市立平佐西小学校
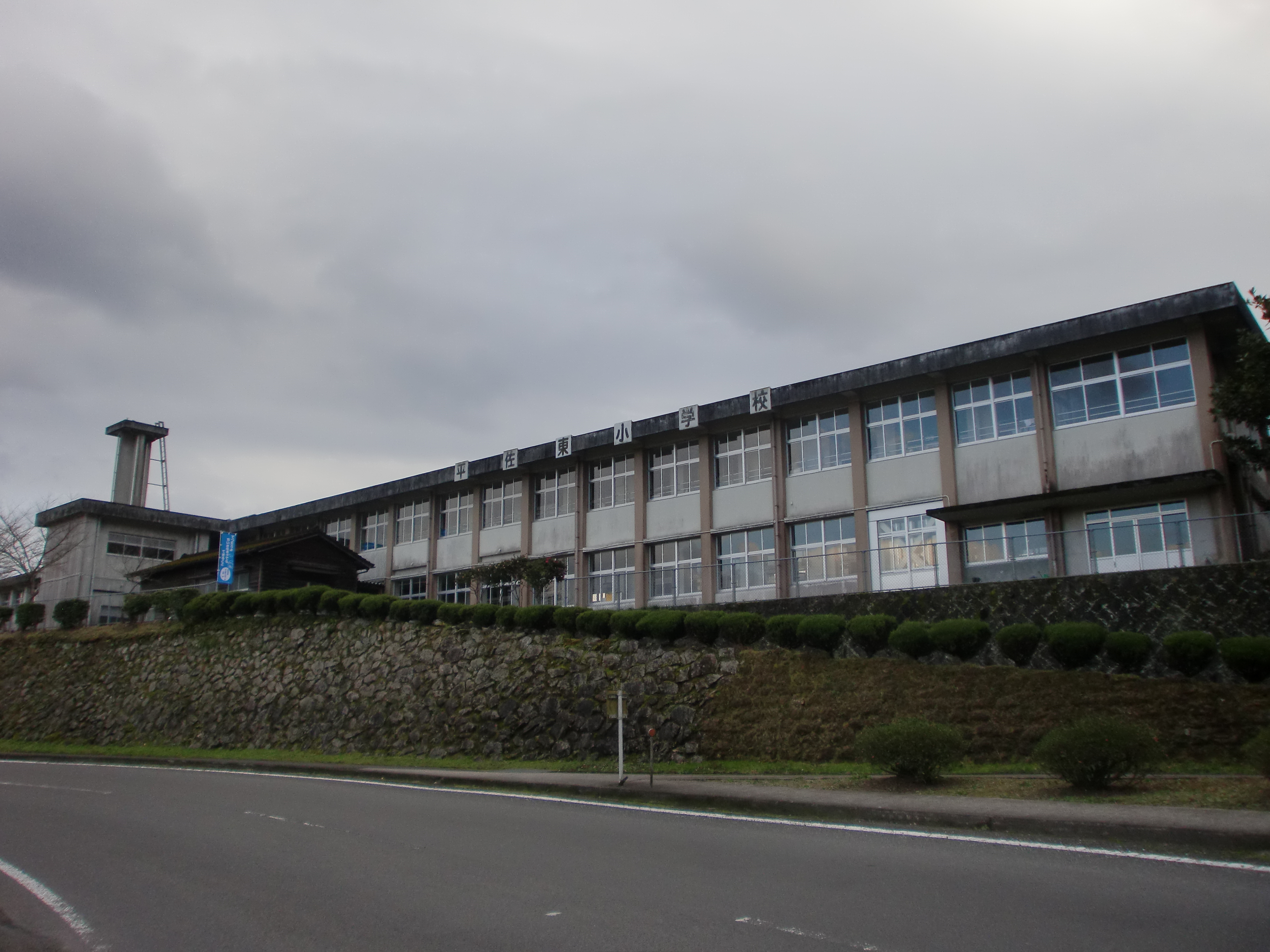
川内市立平佐東小学校
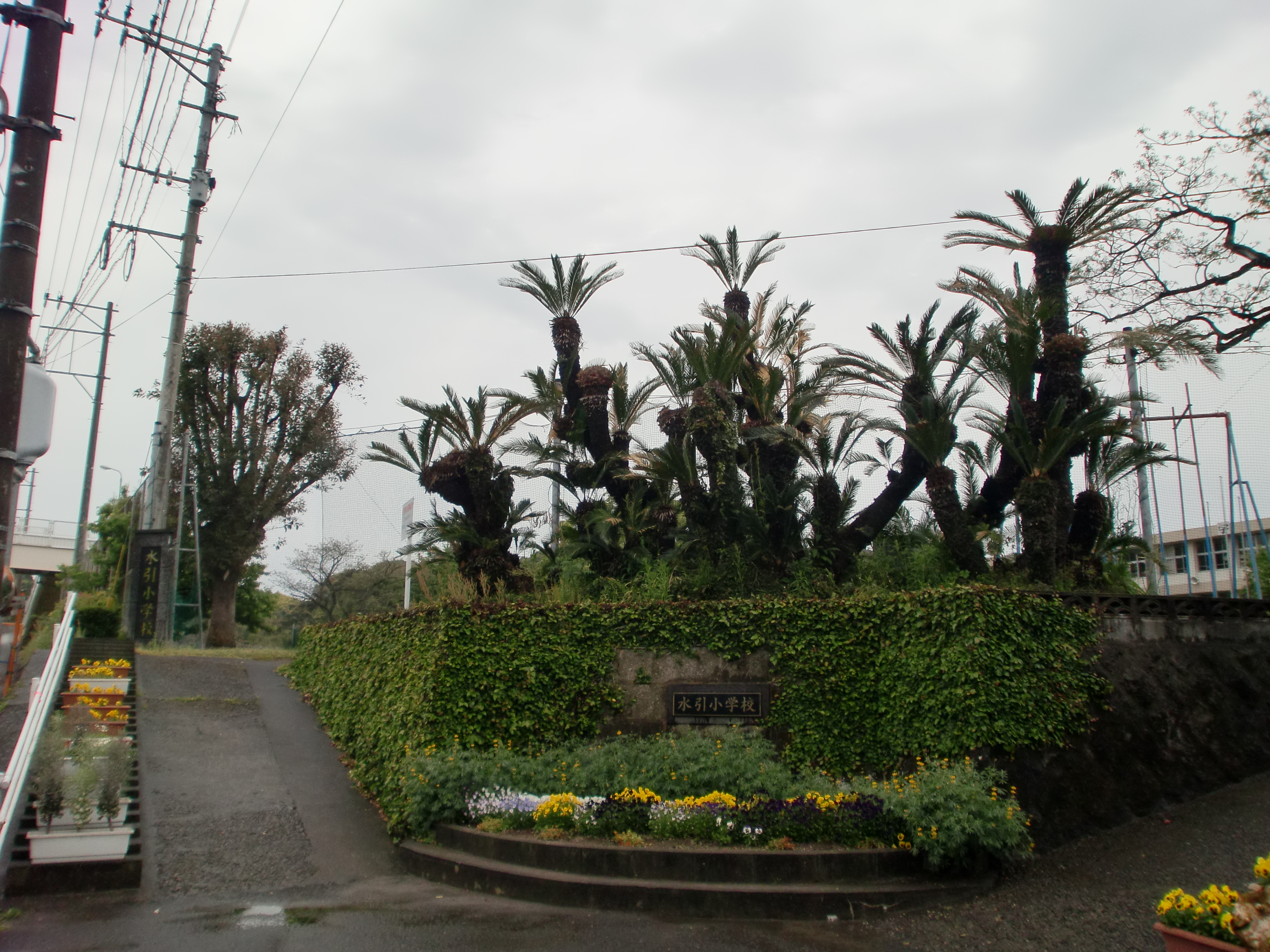
川内市立水引小学校
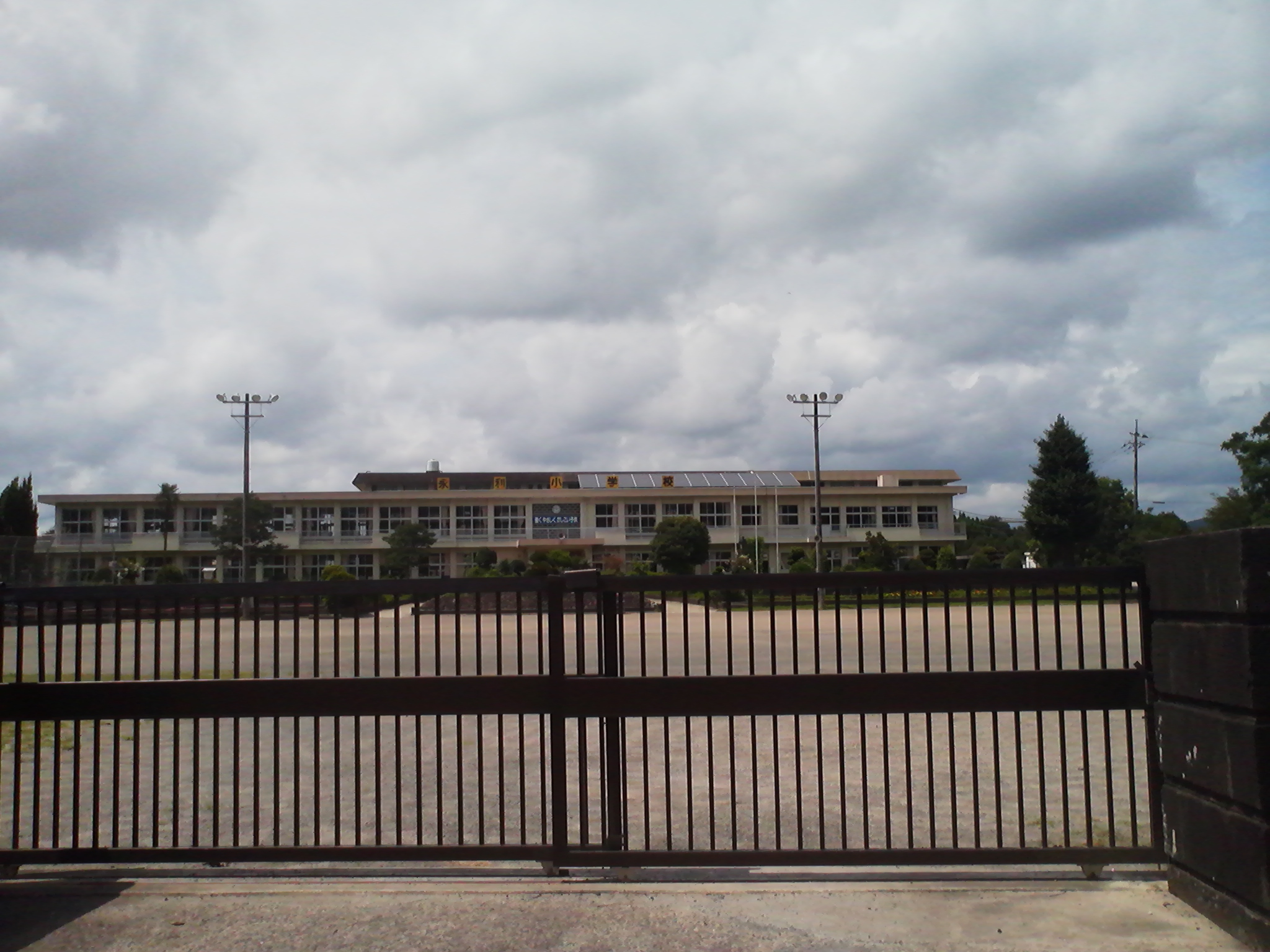
川内市立永利小学校
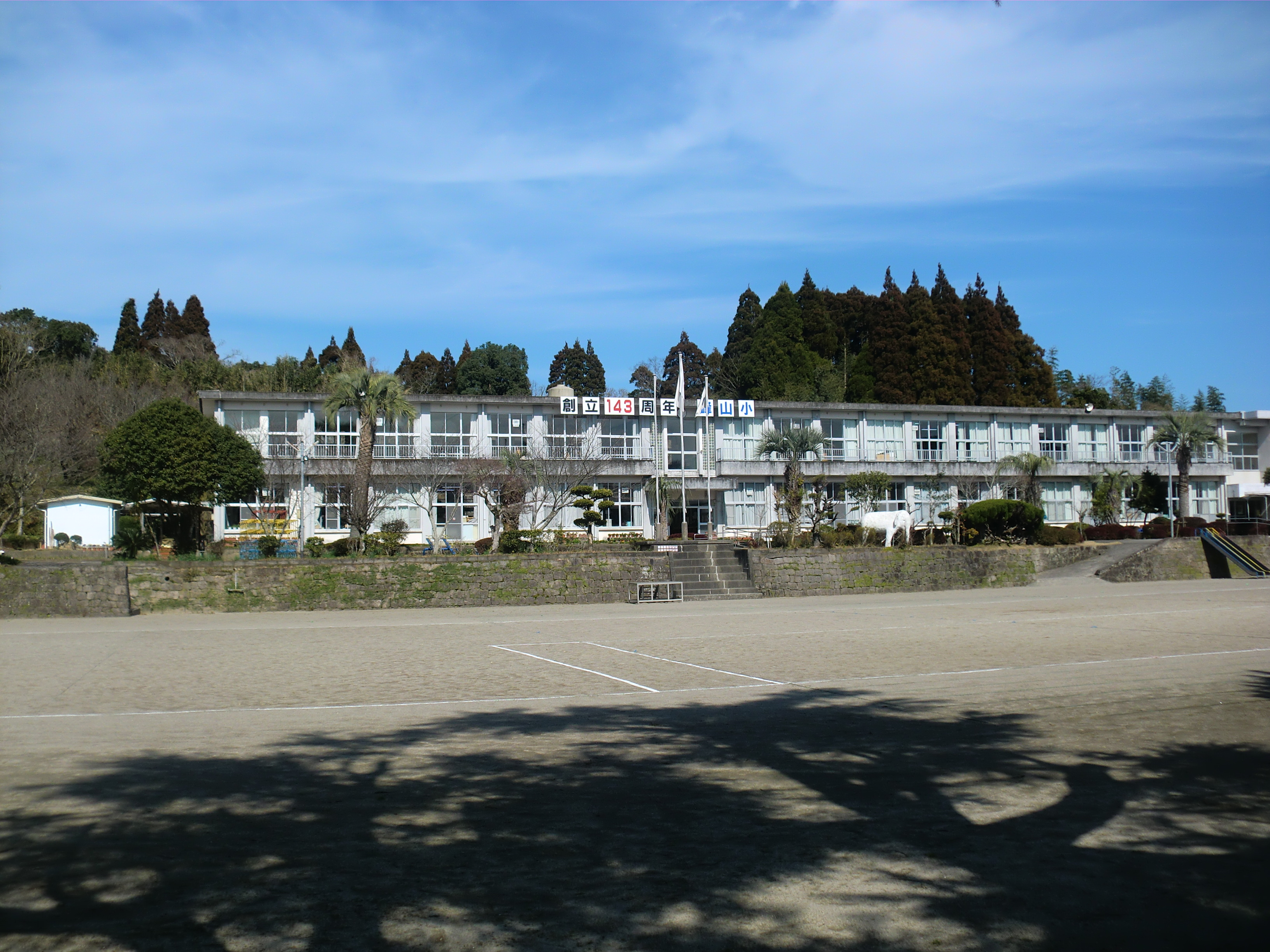
川内市立峰山小学校
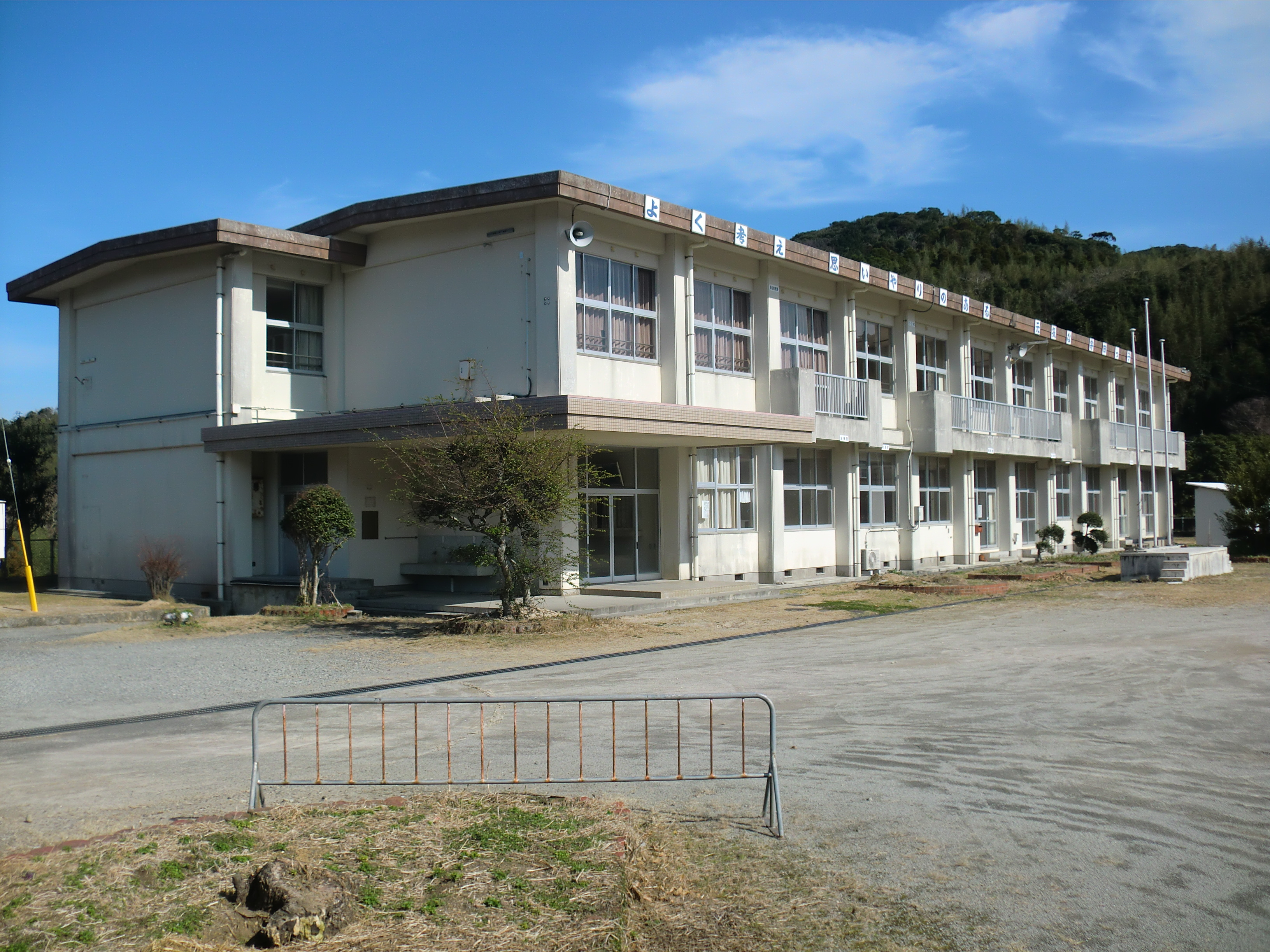
川内市立寄田小学校
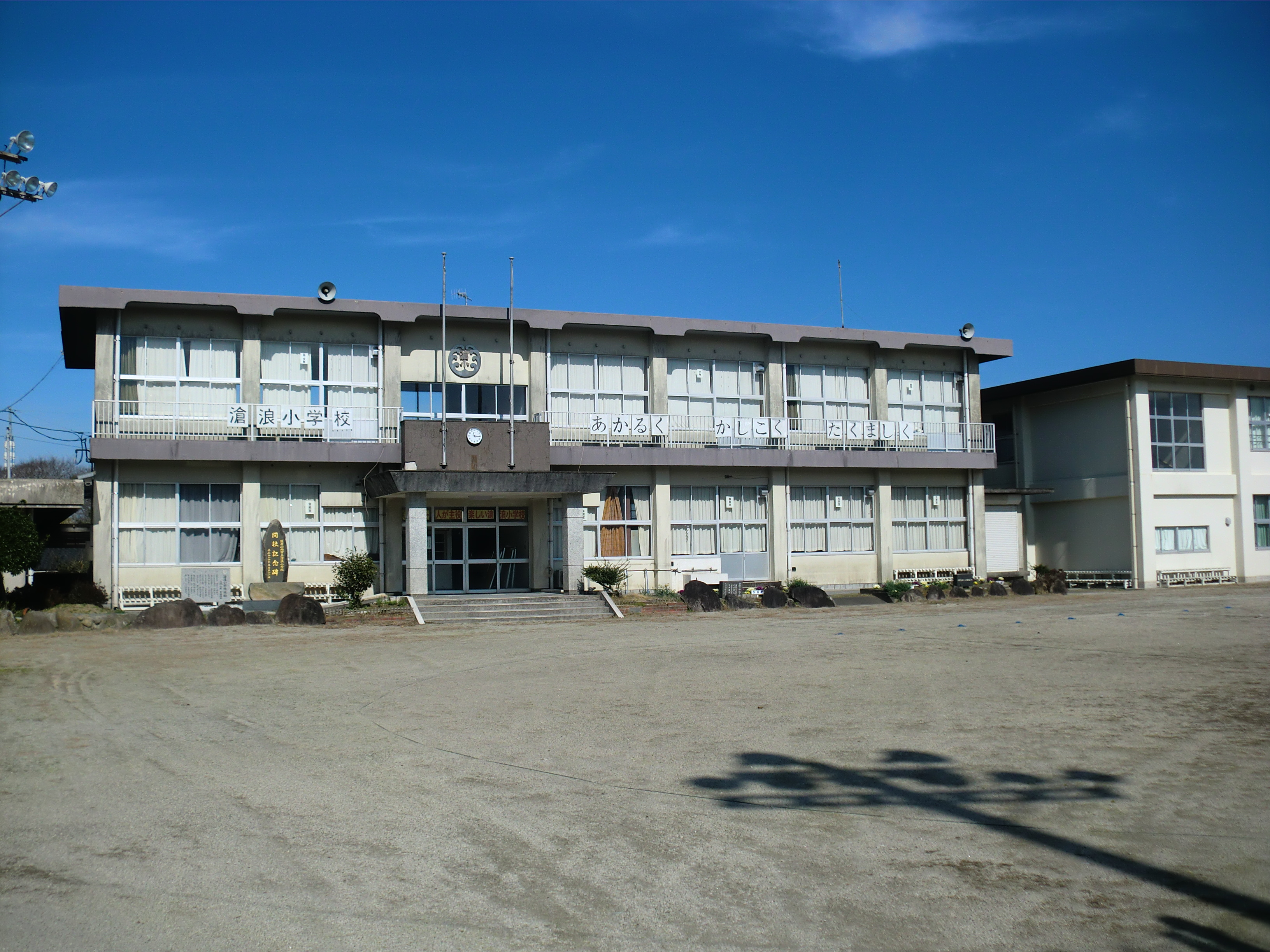
川内市立滄浪小学校
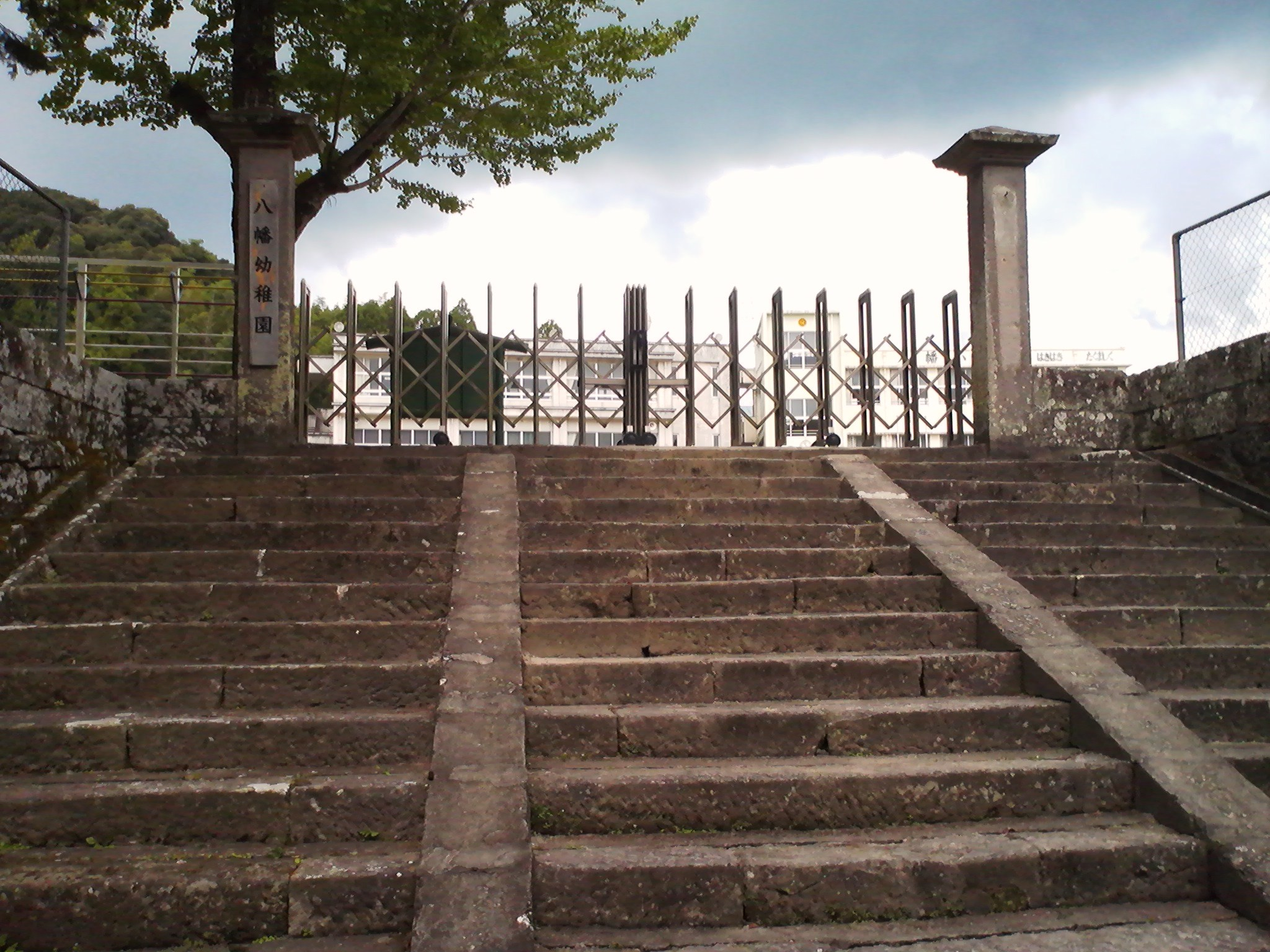
川内市立八幡小学校
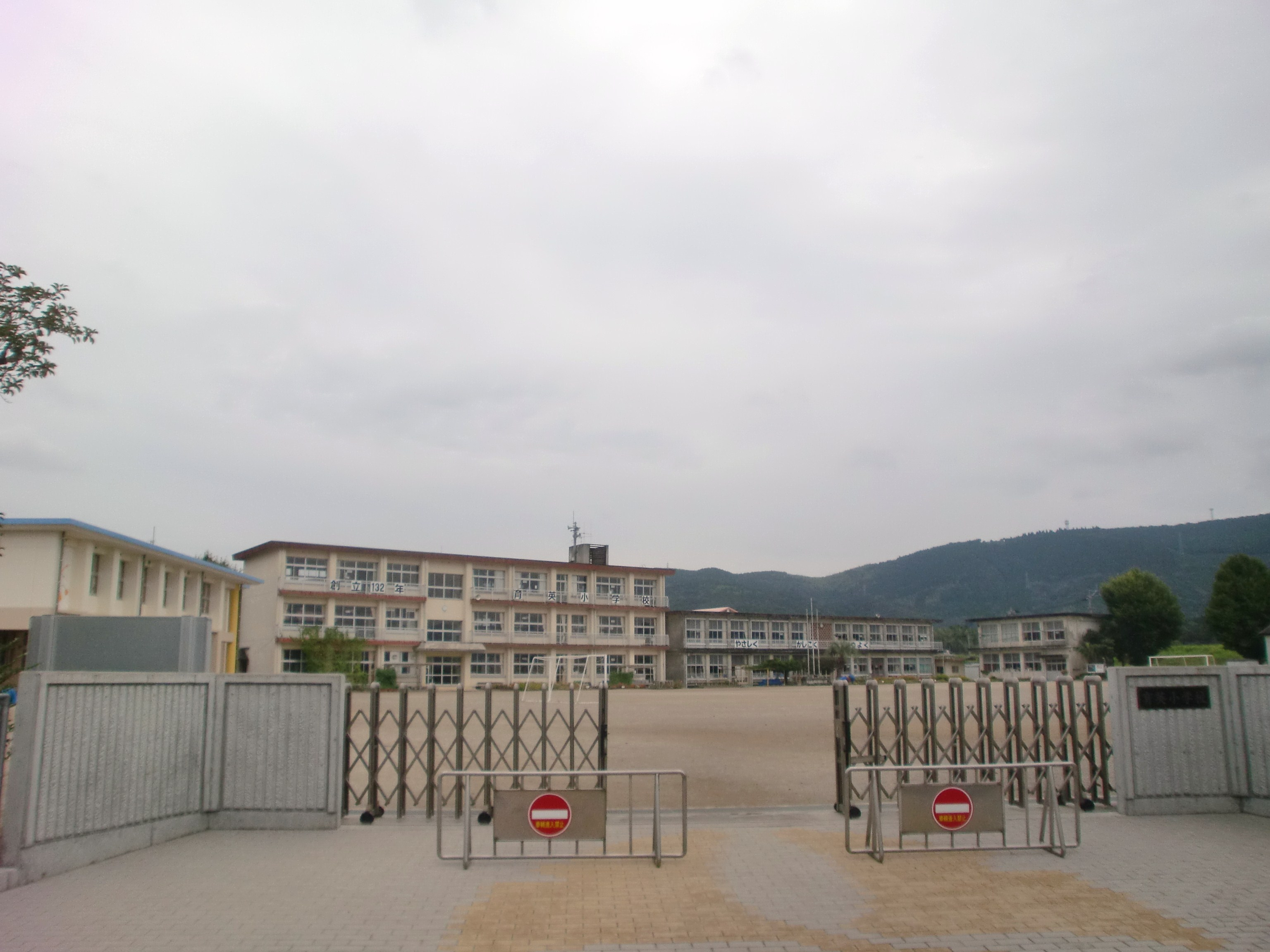
川内市立育英小学校
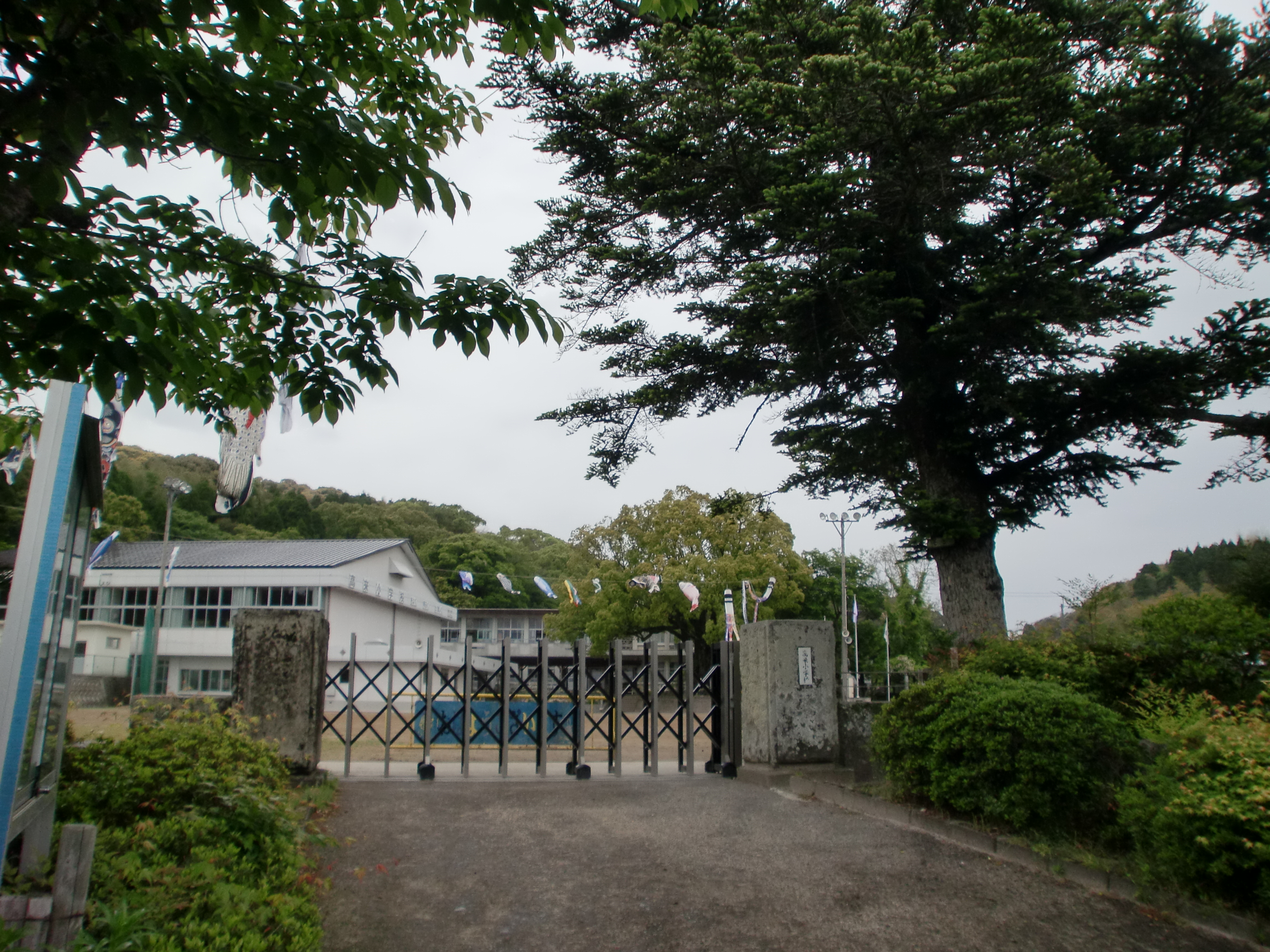
川内市立高来小学校
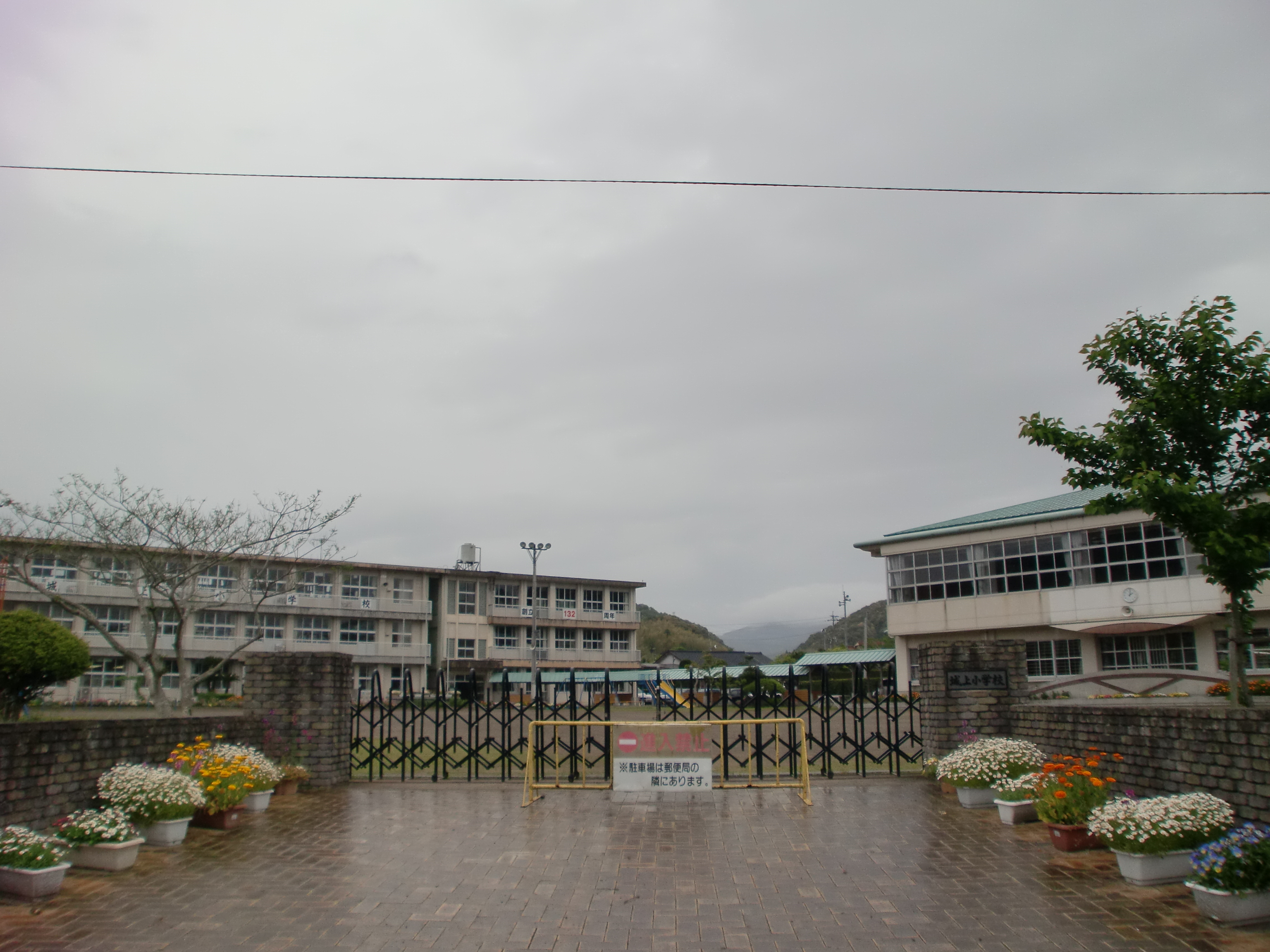
川内市立城上小学校
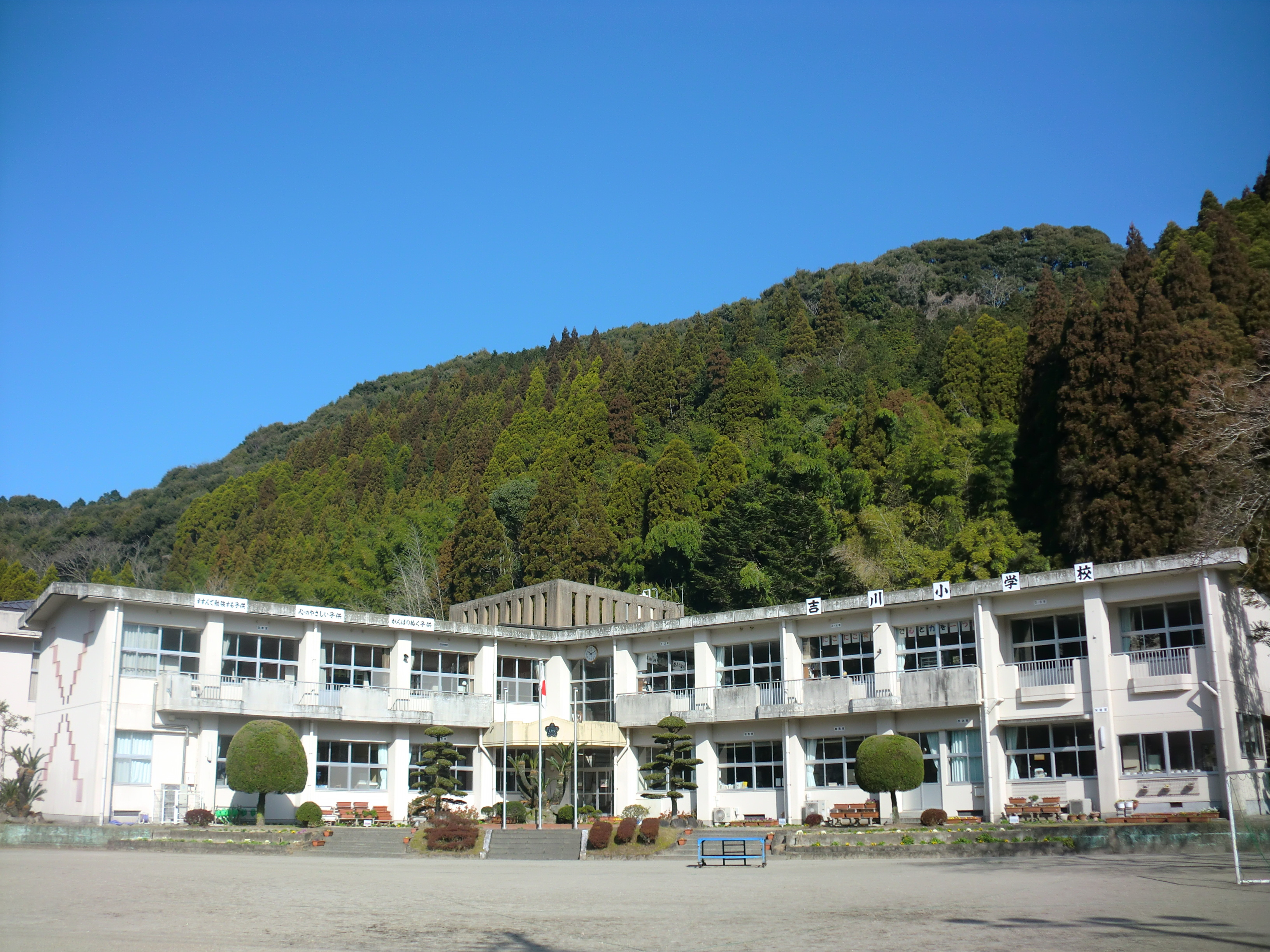
川内市立吉川小学校
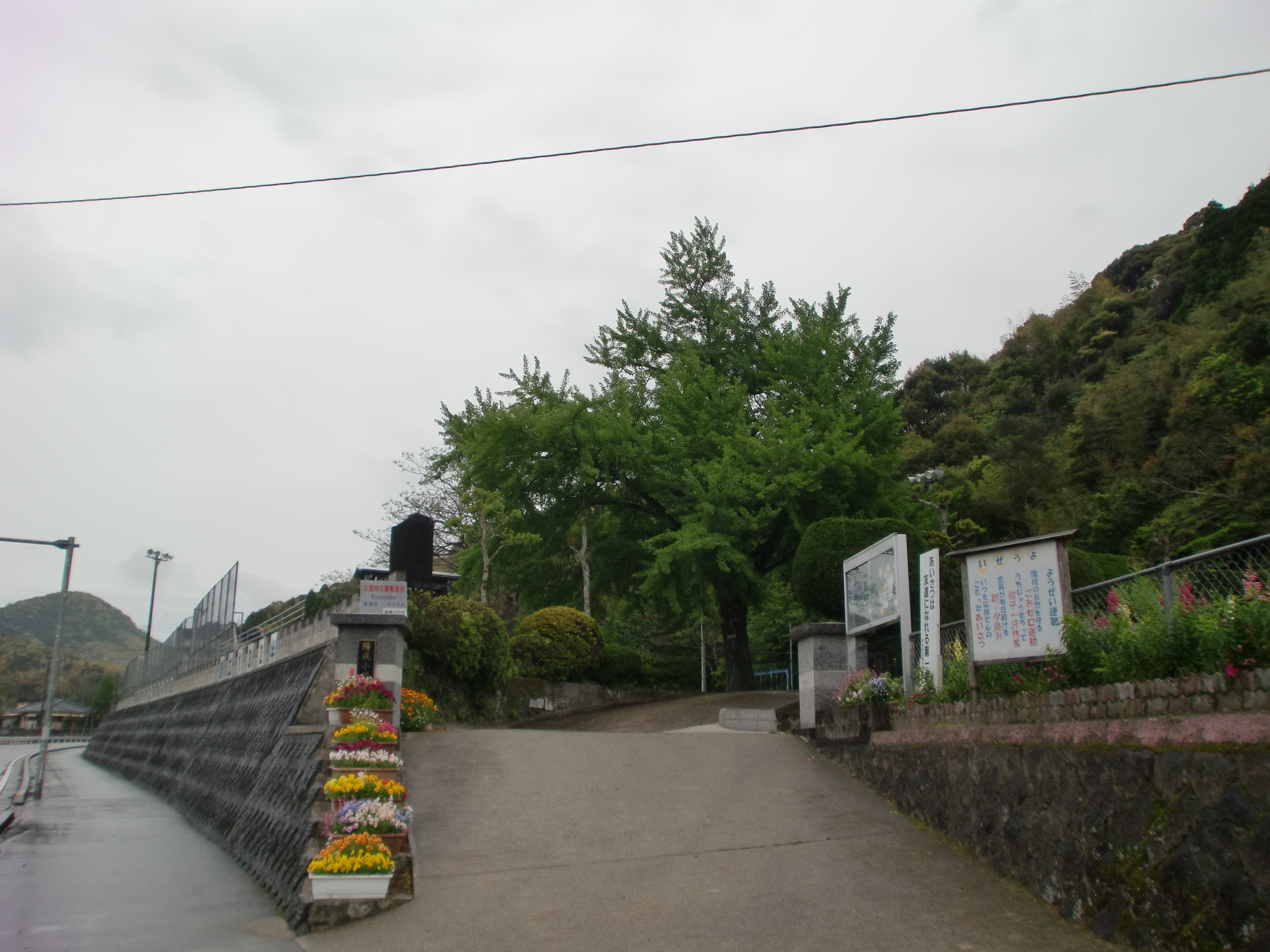
川内市立陽成小学校
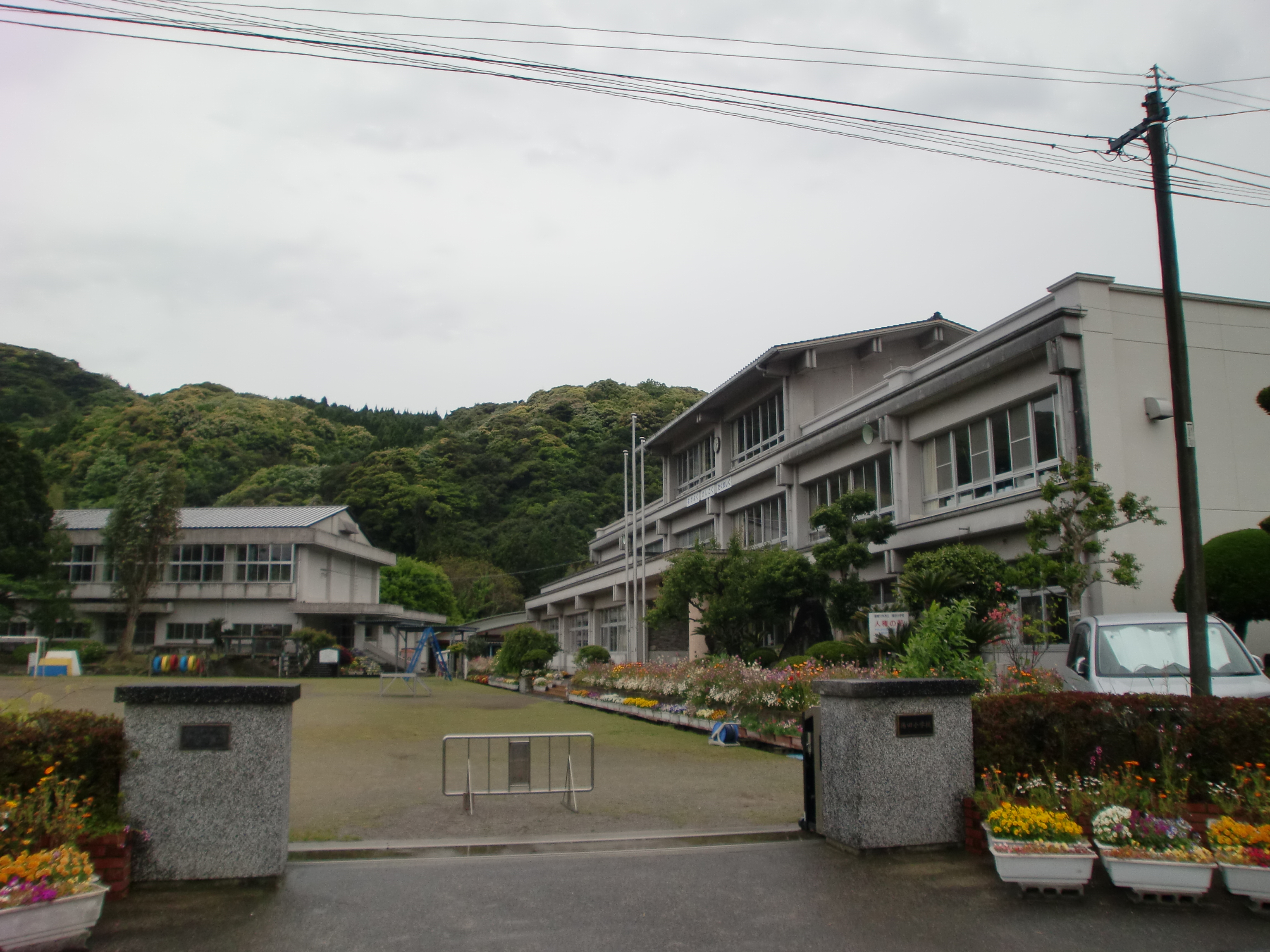
川内市立湯田小学校
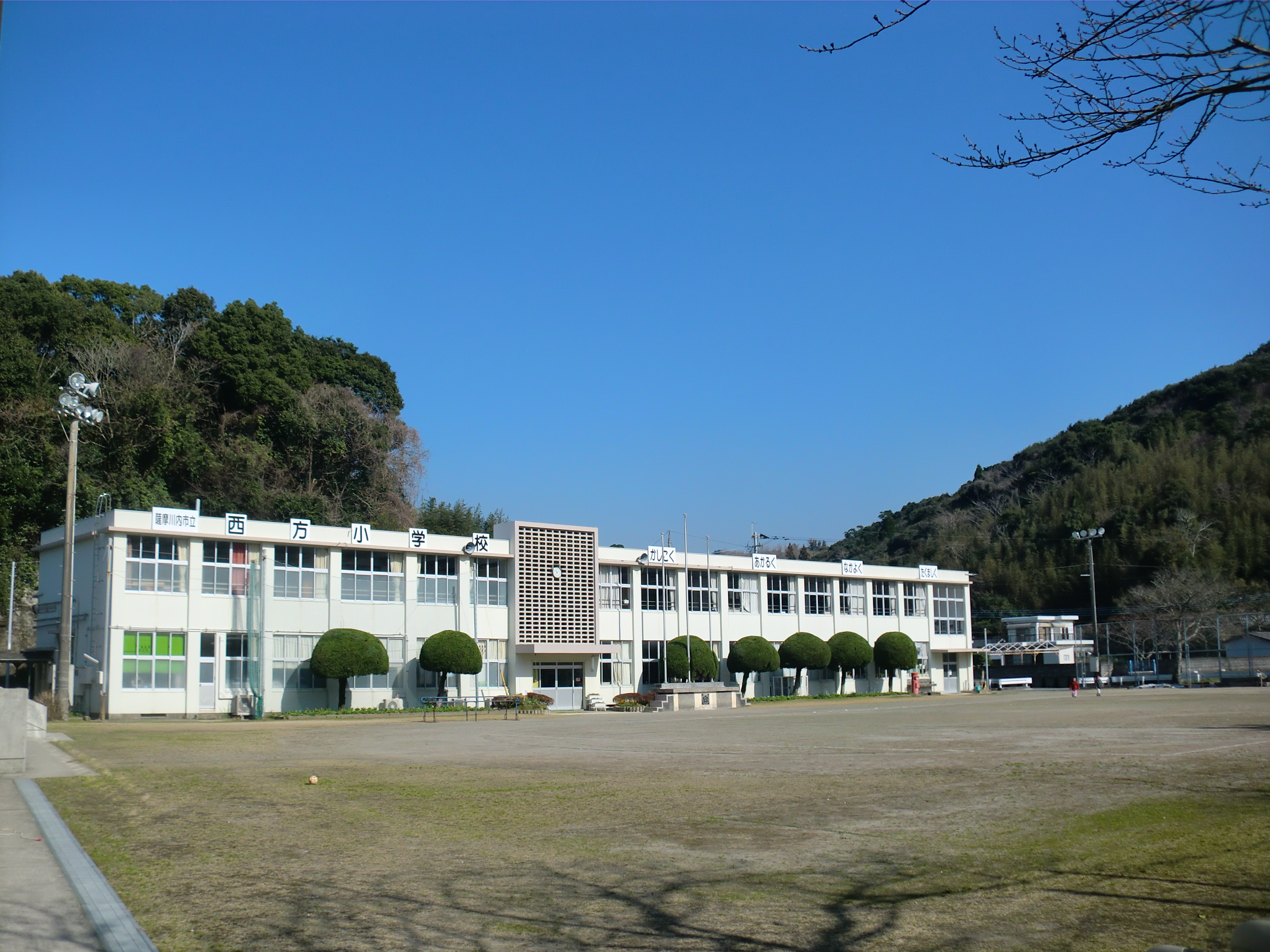
川内市立西方小学校

### 特別支援学校
- 鹿児島県立串木野養護学校川内分校 - 2000年3月閉校。同年4月に開校した鹿児島県立出水養護学校（鹿児島県出水市）へ統合された。

## 交通

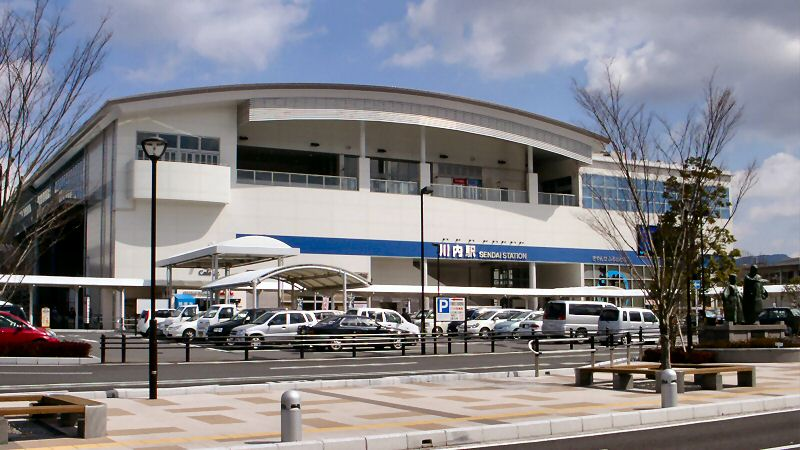
川内駅

### 鉄道
- 九州旅客鉄道
  - 九州新幹線
    - 川内駅

  - 鹿児島本線
    - 川内駅 - 隈之城駅 - 木場茶屋駅
- 肥薩おれんじ鉄道
  - 肥薩おれんじ鉄道線
    - 川内駅 - 上川内駅 - 草道駅 - 薩摩高城駅 - 西方駅

廃止路線
- 日本国有鉄道
  - 宮之城線（1987年廃止）
    - 川内駅 - 薩摩白浜駅 - 楠元駅 - 吉野山駅 - （樋脇町）

### 道路

#### 高速道路
2004年時点では高速道路は南九州西回り自動車道川内道路が工事中であり、未開通であった。

#### 国道
- 国道3号
  - 隈之城バイパス
- 国道267号

#### 県道
主要地方道
- 鹿児島県道36号川内郡山線
- 鹿児島県道42号川内加治木線
- 鹿児島県道43号川内串木野線

一般県道
- 鹿児島県道332号荒川川内線
- 鹿児島県道333号川内祁答院線
- 鹿児島県道341号吉川川内線
- 鹿児島県道342号上川内停車場線
- 鹿児島県道394号山崎川内線

## 経済

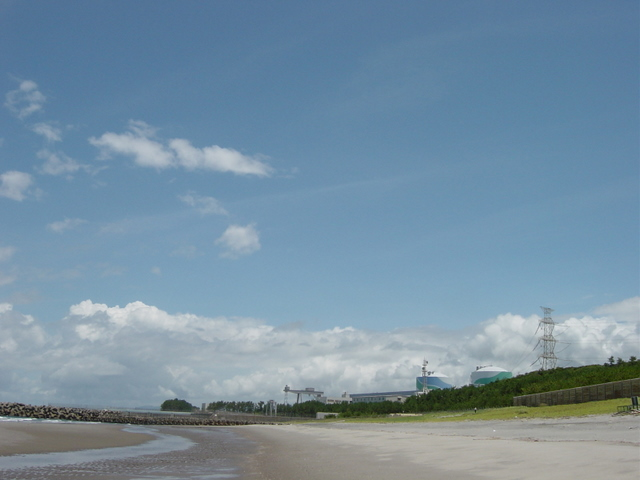
川内原子力発電所

### 川内市に本社または事業所を置く主要企業
- 京セラ
- 中越パルプ工業
- 丸竹産業（甲冑の生産量日本一）
- 九州電力
  - 川内発電所（2022年4月1日廃止[42]）
  - 川内原子力発電所
- 大和
- 山元酒造
- クッキー

## 著名な出身者
- 上山和人 - 元参議院議員
- 松下忠洋 - 元衆議院議員
- 岩切秀雄 - 元薩摩川内市長
- 田中良二 - 薩摩川内市長
- 逆鉾與治郎 - 大相撲力士
- 松若勲 - 騎手
- シゲ福山 - 元プロボクサー
- 川畑和人 - 元プロ野球選手､元西宮市議会議員
- 花増幸二 - 元プロ野球選手
- にわのまこと - 漫画家
- 小西真奈美 - 女優
- 木佐貫洋 - プロ野球選手
- 林摩理子 - 女優、声優
- 田ノ上信也 - 元サッカー選手
- SAYUKI - 歌手、モデル（山田孝之の姉）
- 井手迫弘美 - 福岡県のローカルタレント
- 山田孝之 - 俳優

## 川内市を舞台とした作品
- 『釣りバカ日誌9』（1997年） - 新田神社や甑島が舞台。旧川内市と宮城県仙台市を勘違いする話題がある（川内市は「かわうちし」と読むと誤解している）。
- 『微笑みを抱きしめて』（1996年） - 当時の川内市が製作費の半分を出し、同市の市民団体の協力によって作られた。